# Biserica de lemn din Manic

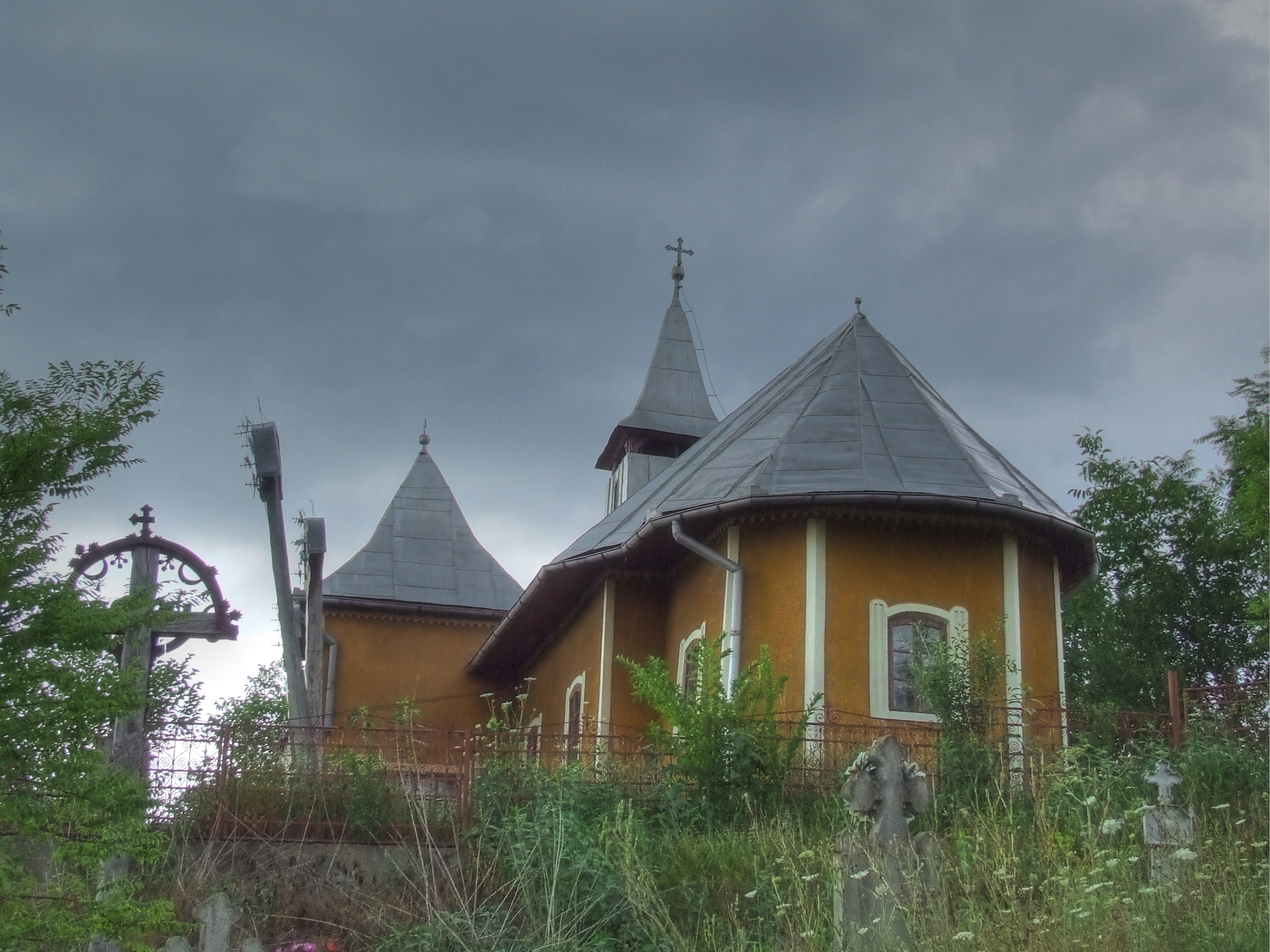
Biserica de lemn din Manic, județul Bistrița-Năsăud. Foto: 2009

Biserica de lemn din Manic, județul Bistrița-Năsăud. Foto: 2009

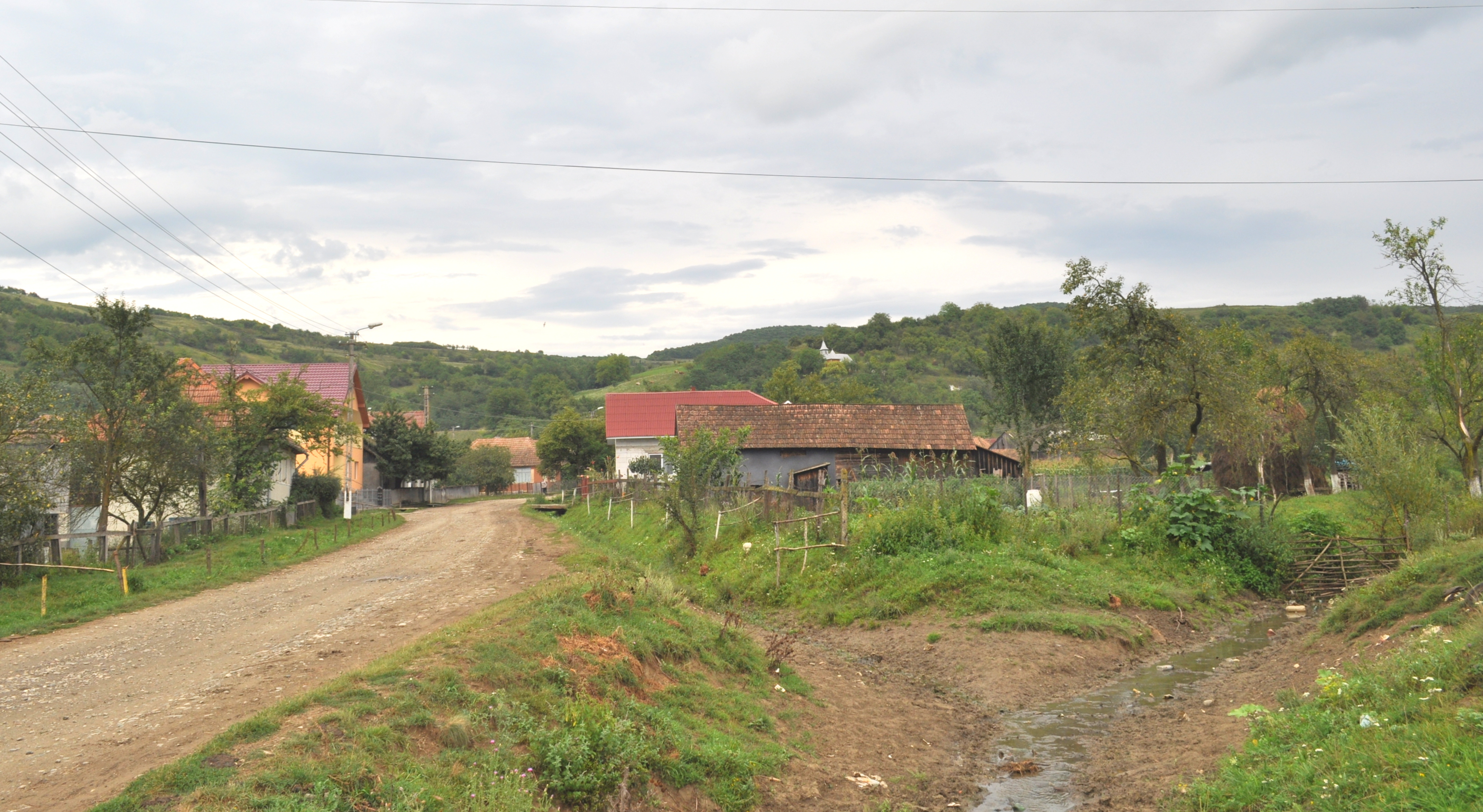
Biserica din depărtare

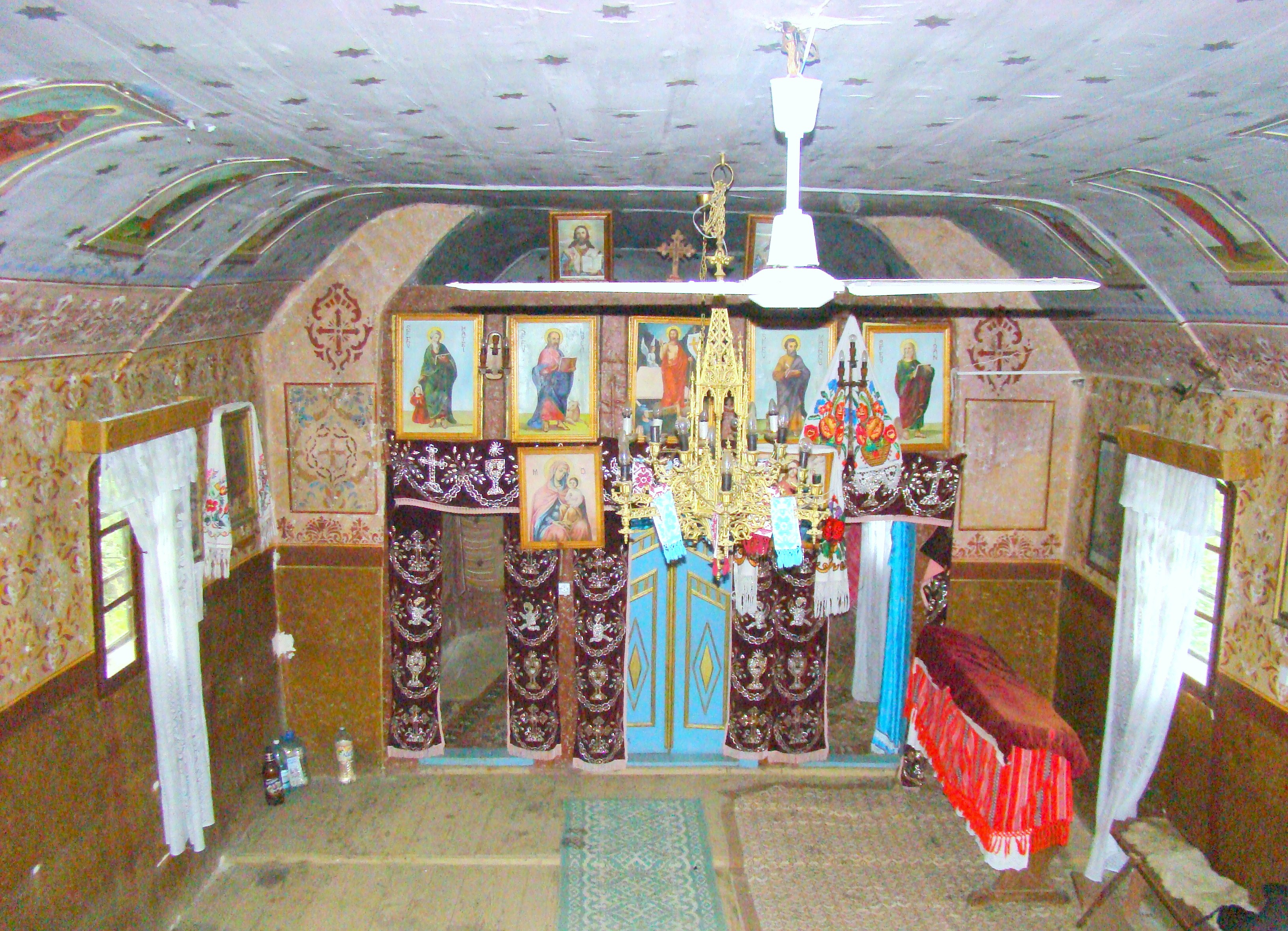
Interiorul navei

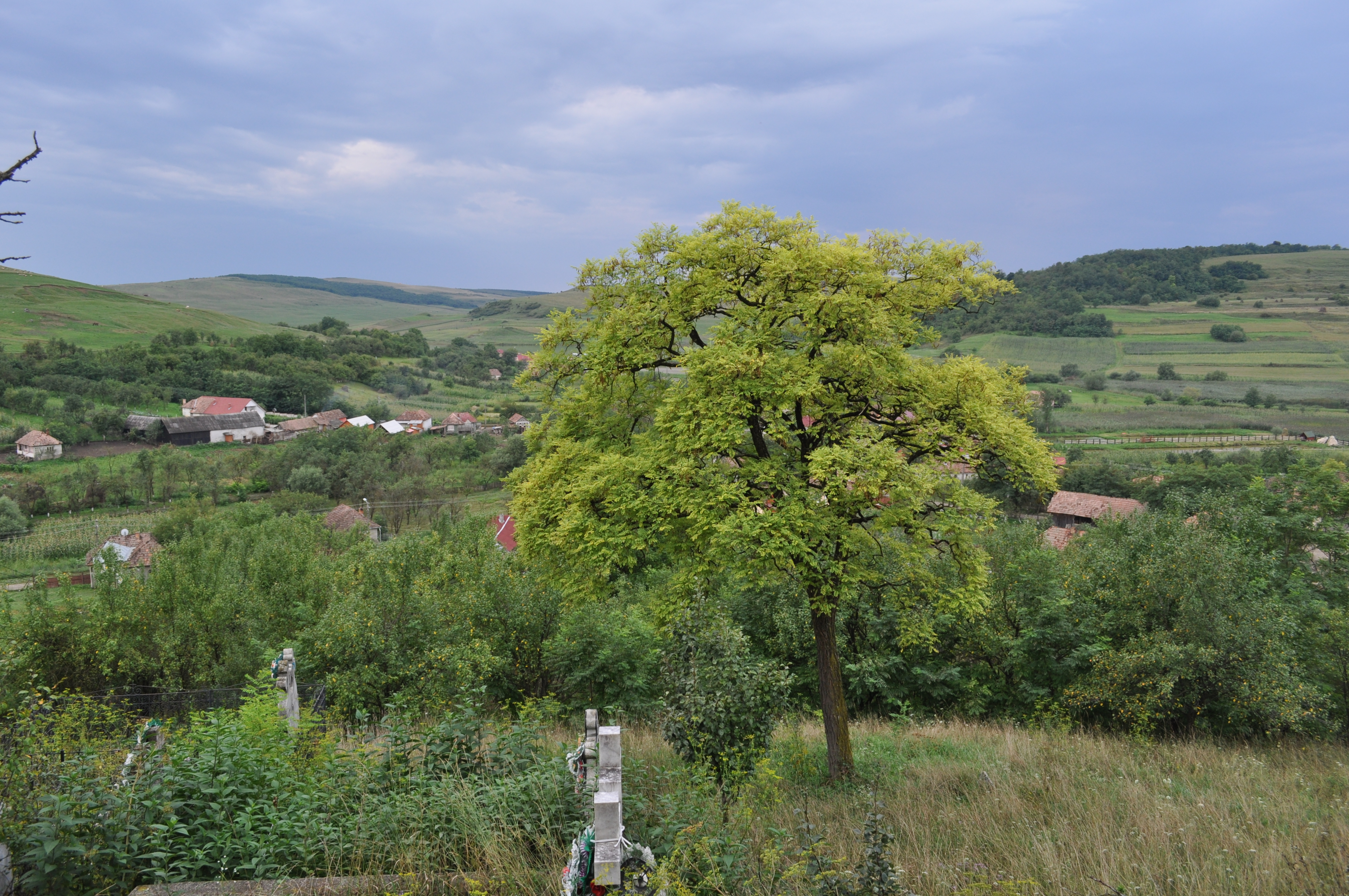
Împrejurimi

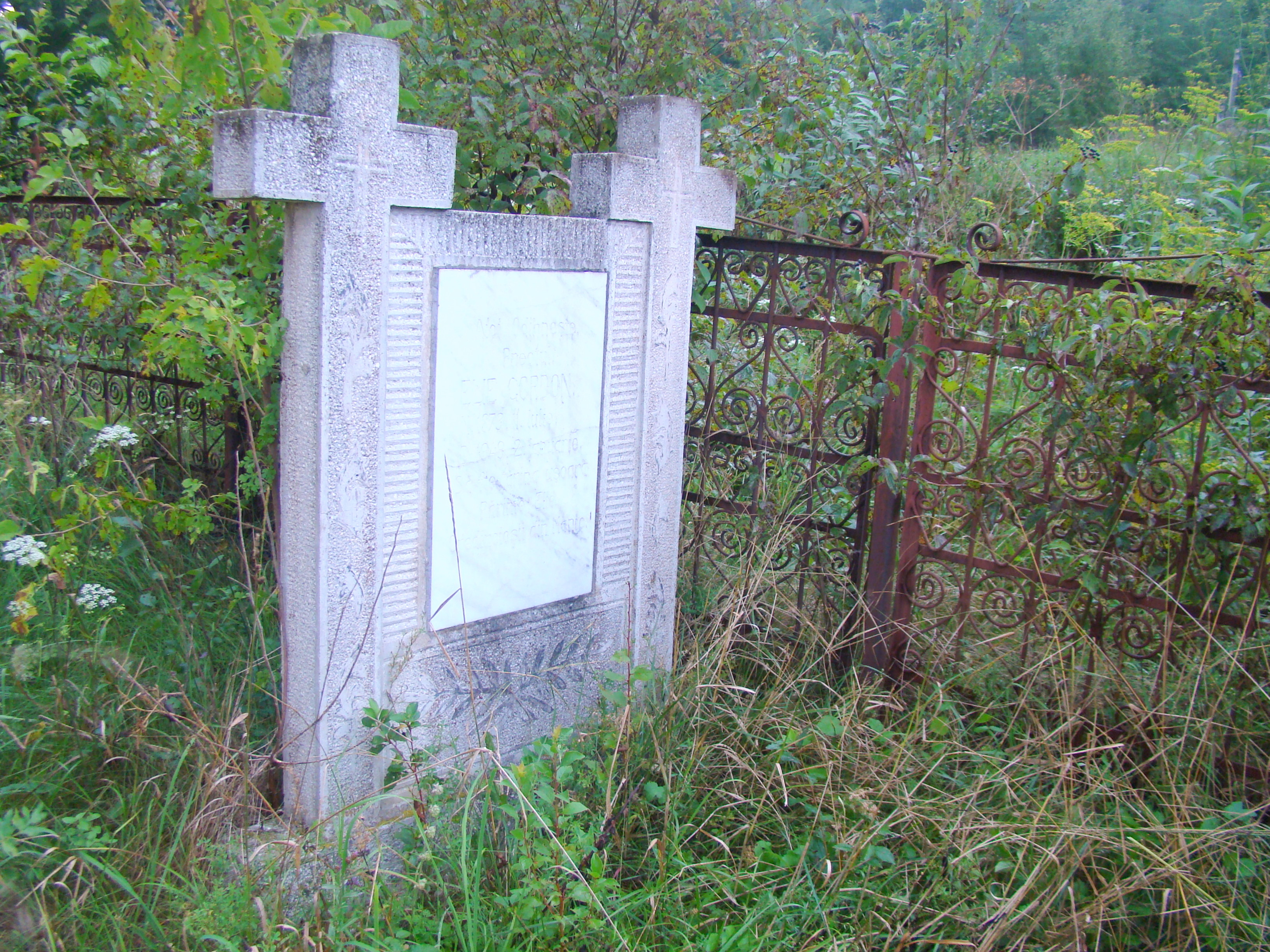
Mormântul preotului-paroh greco-catolic Elie Gordon

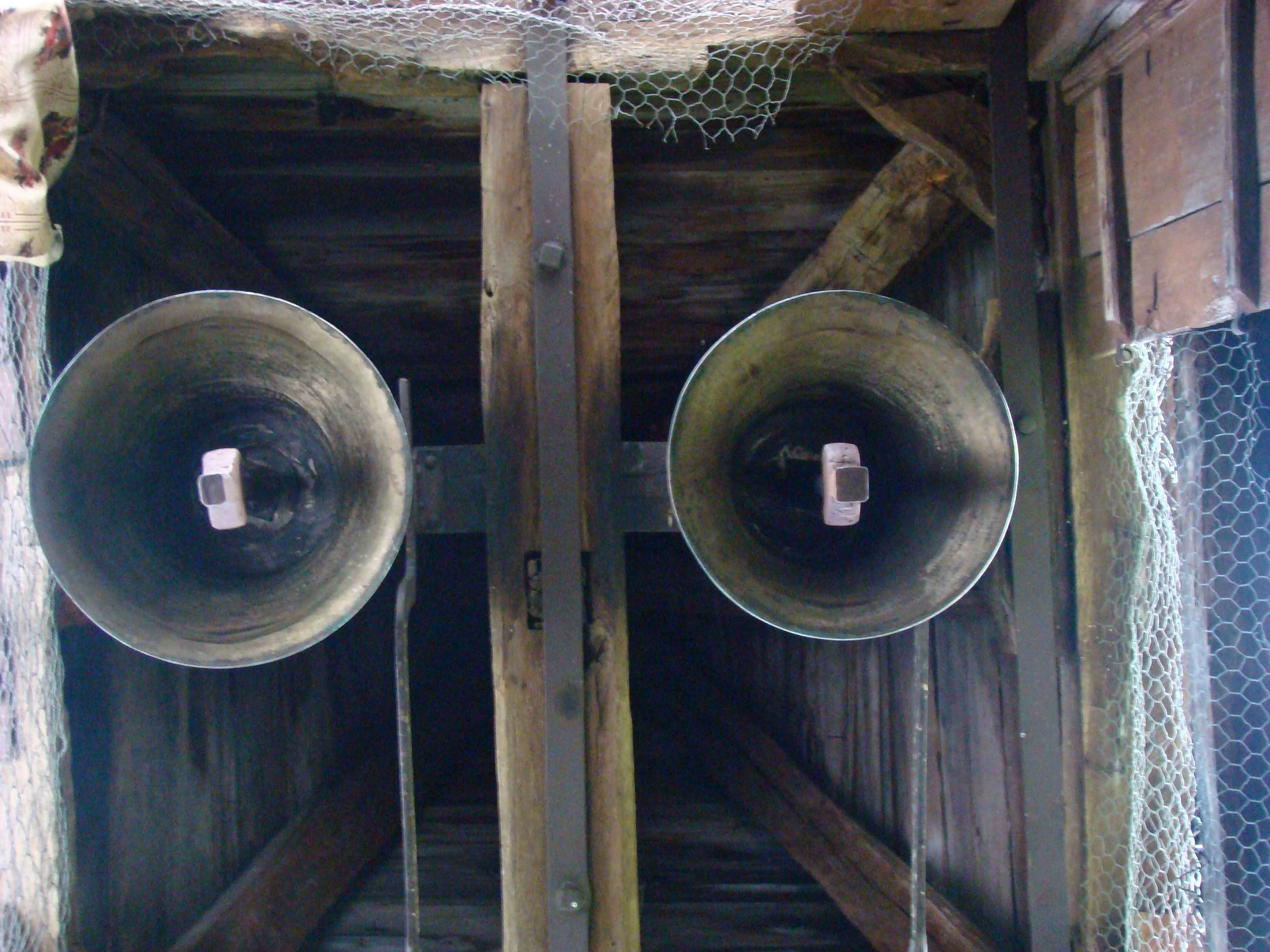
Clopotele bisericii

Biserica de lemn din Manic, comuna Chiochiș, județul Bistrița-Năsăud a fost construită în anul 1901: Are hramul „Sfinții Arhangheli Mihail și Gavriil”.

## Istoric și trăsături
Biserica a fost ridicată pe actualul amplasament în anul 1901. Conform tradiției orale este însă o biserică „călătoare”, adusă din Maramureș. Biserica a aparținut cultului greco-catolic până în 1948 când în urma interzicerii cultului unit și a exproprierii tuturor bunurilor acestuia, datorită prigoanei comuniste, biserica a fost luată de către ortodocși. 

## Imagini din exterior

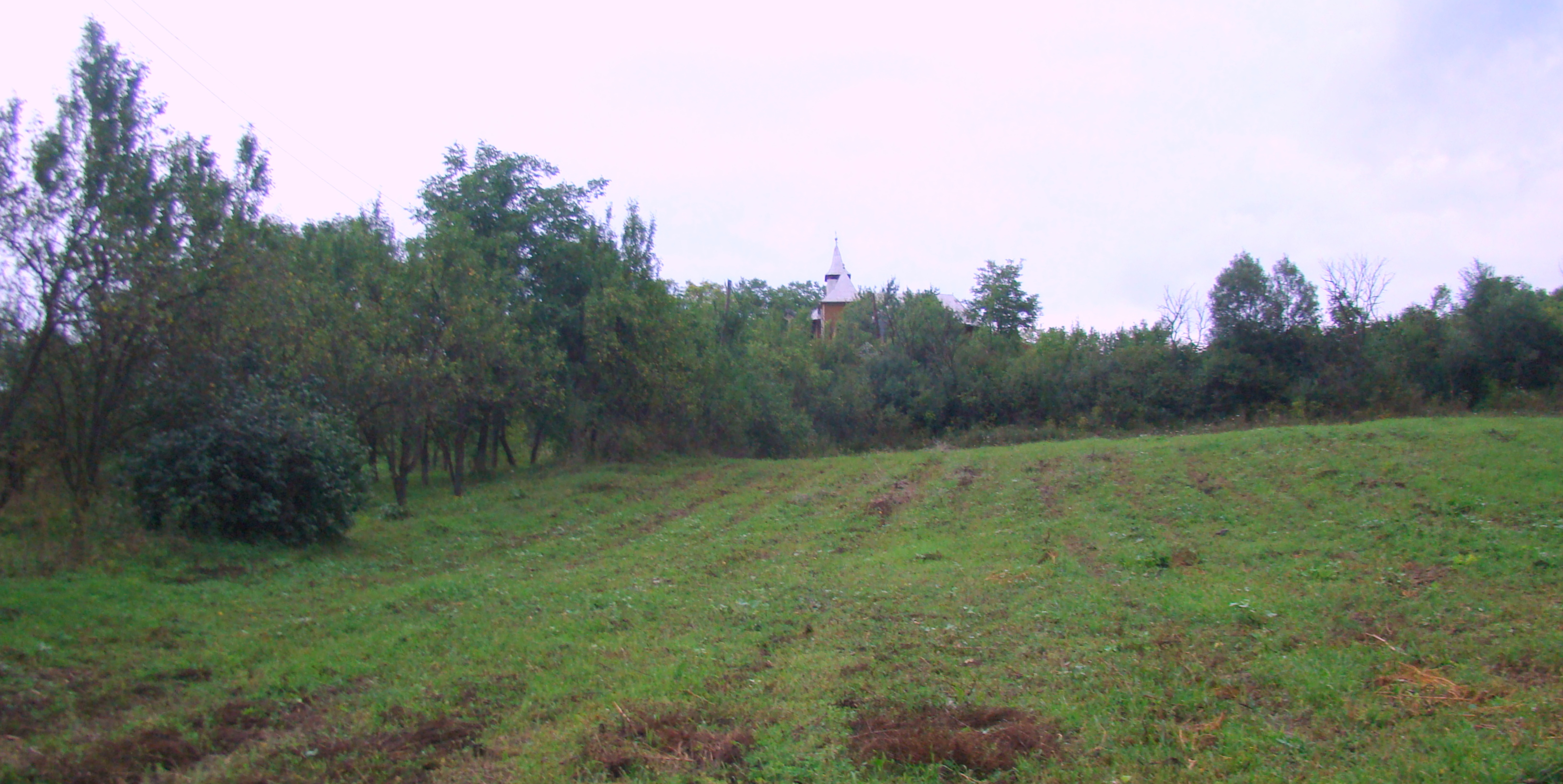
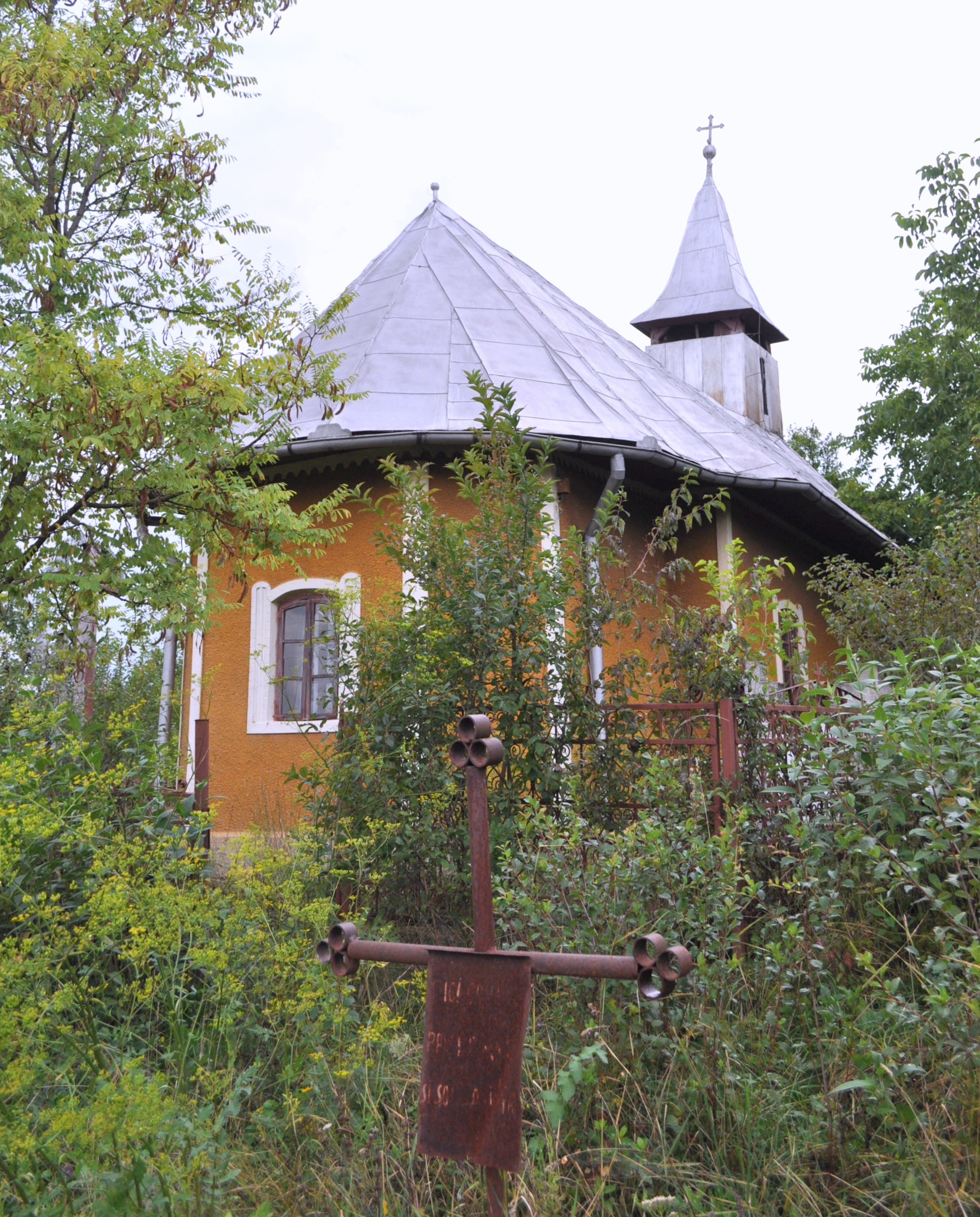
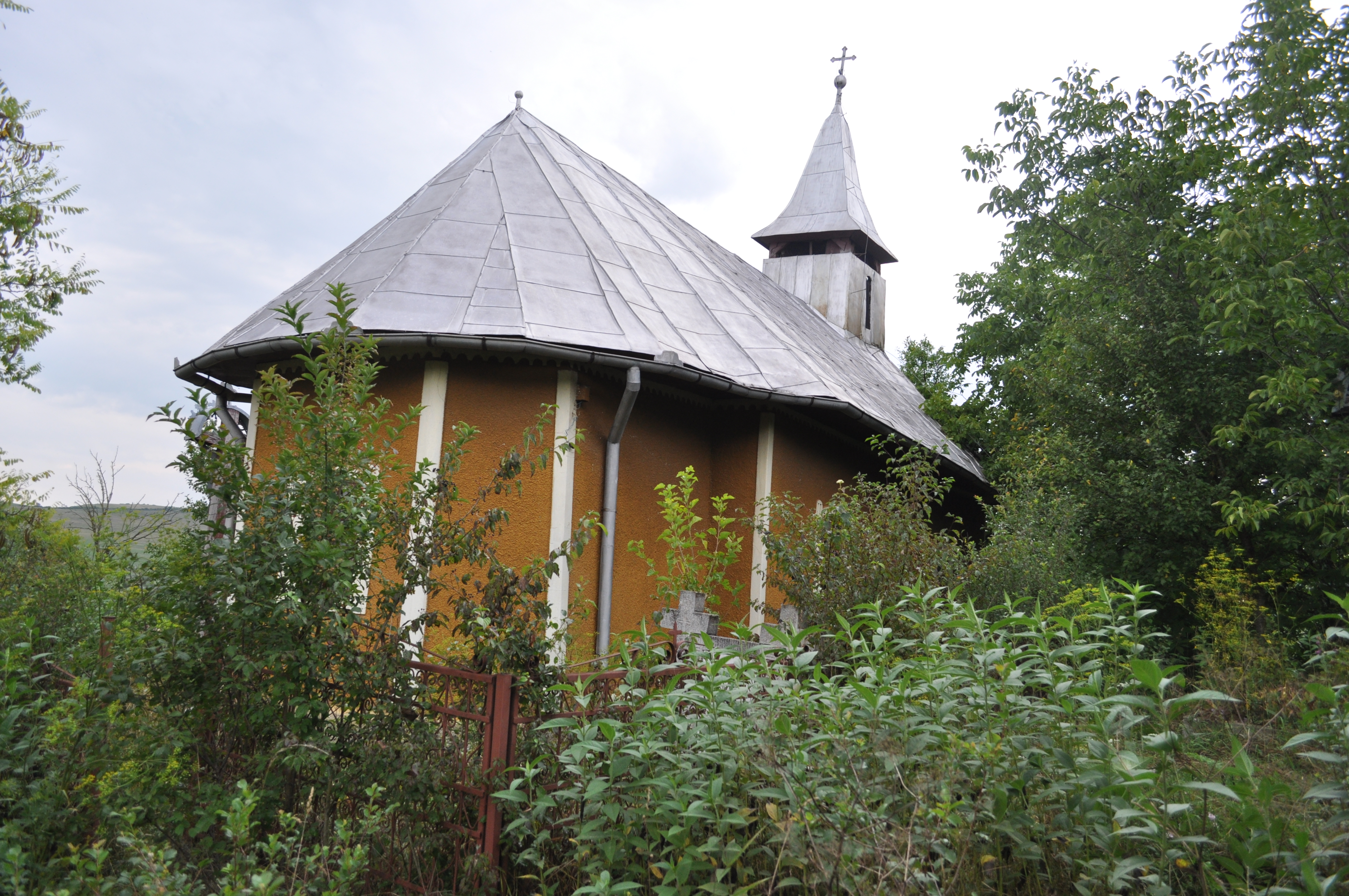
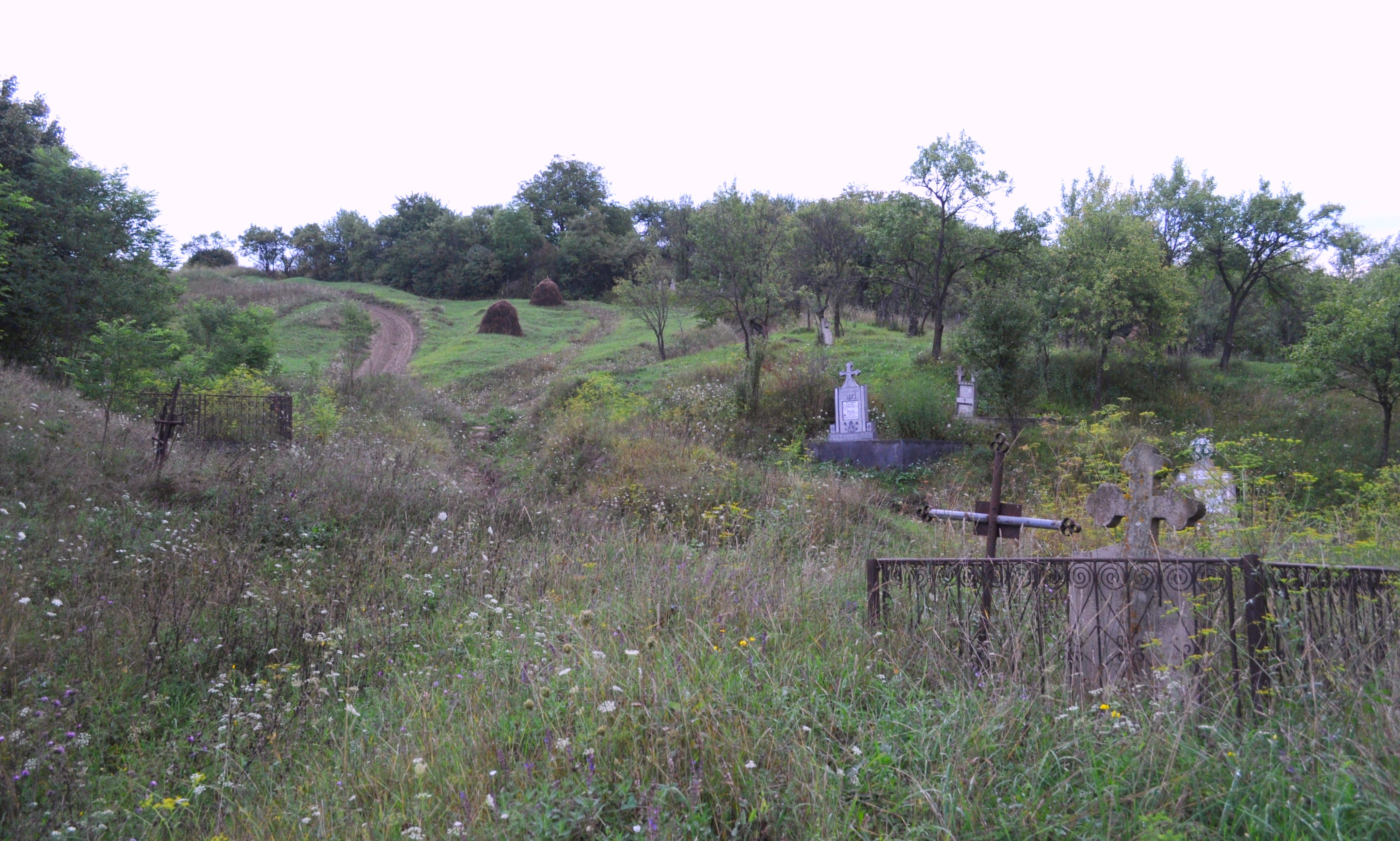
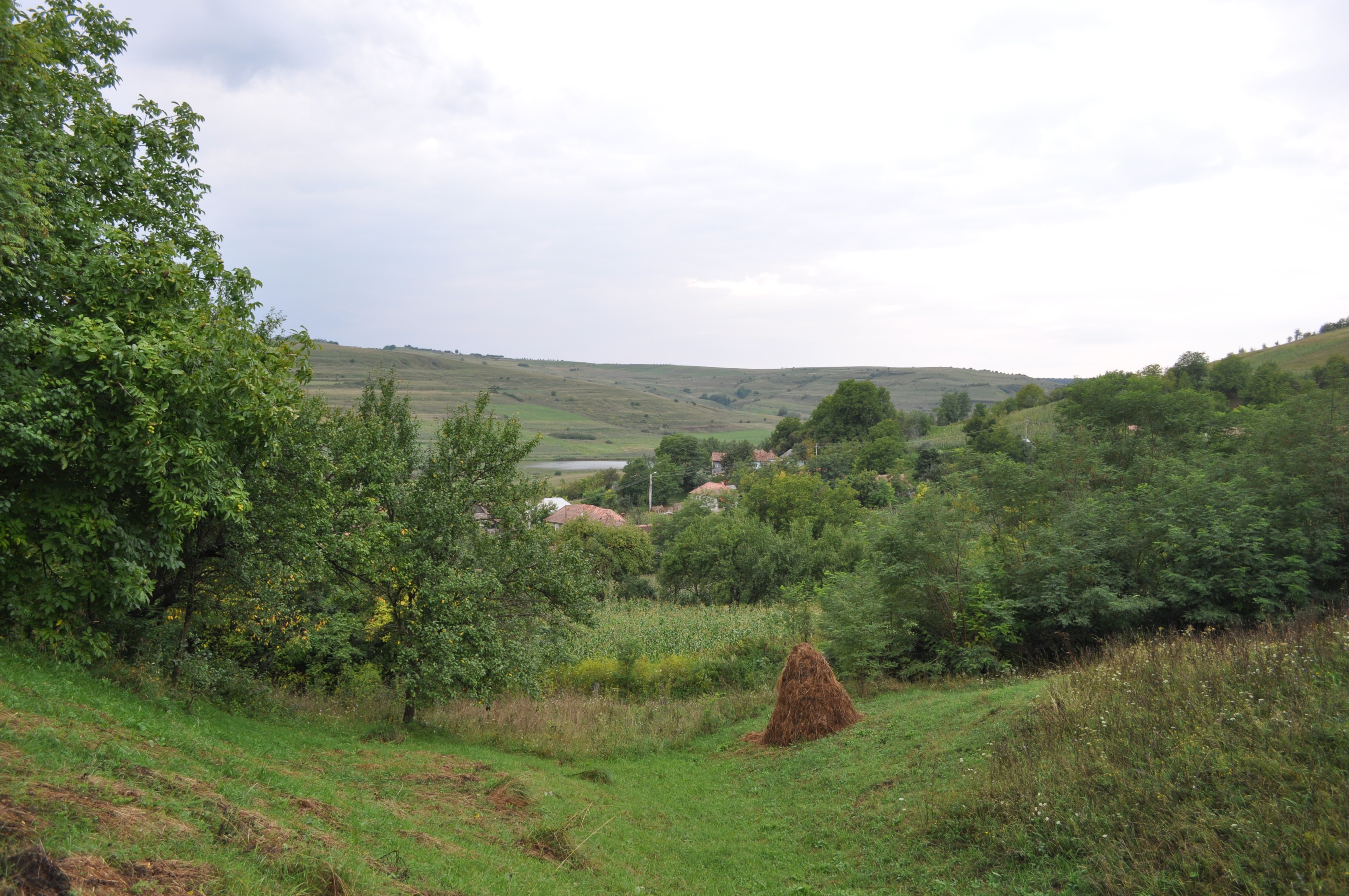
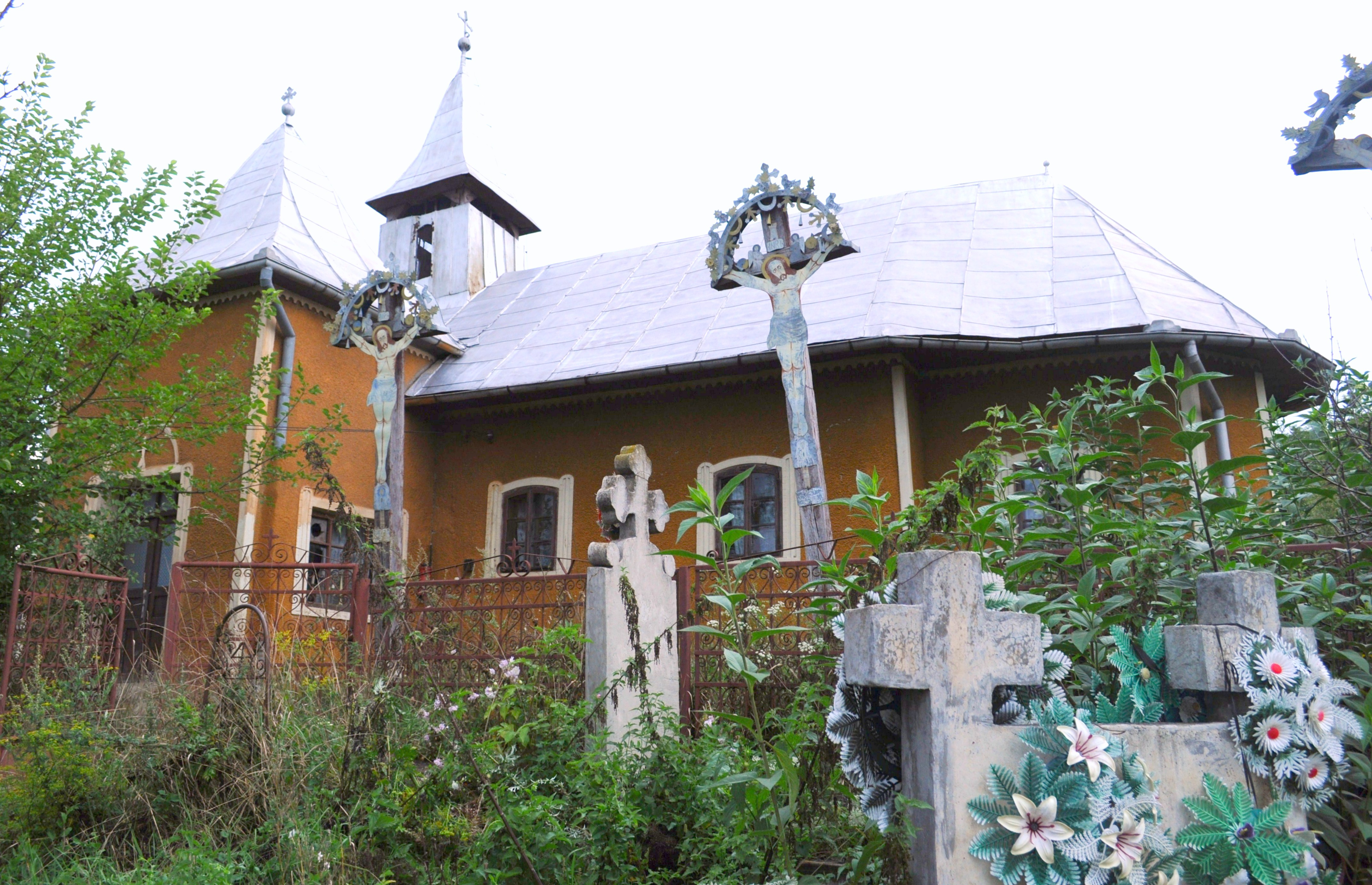
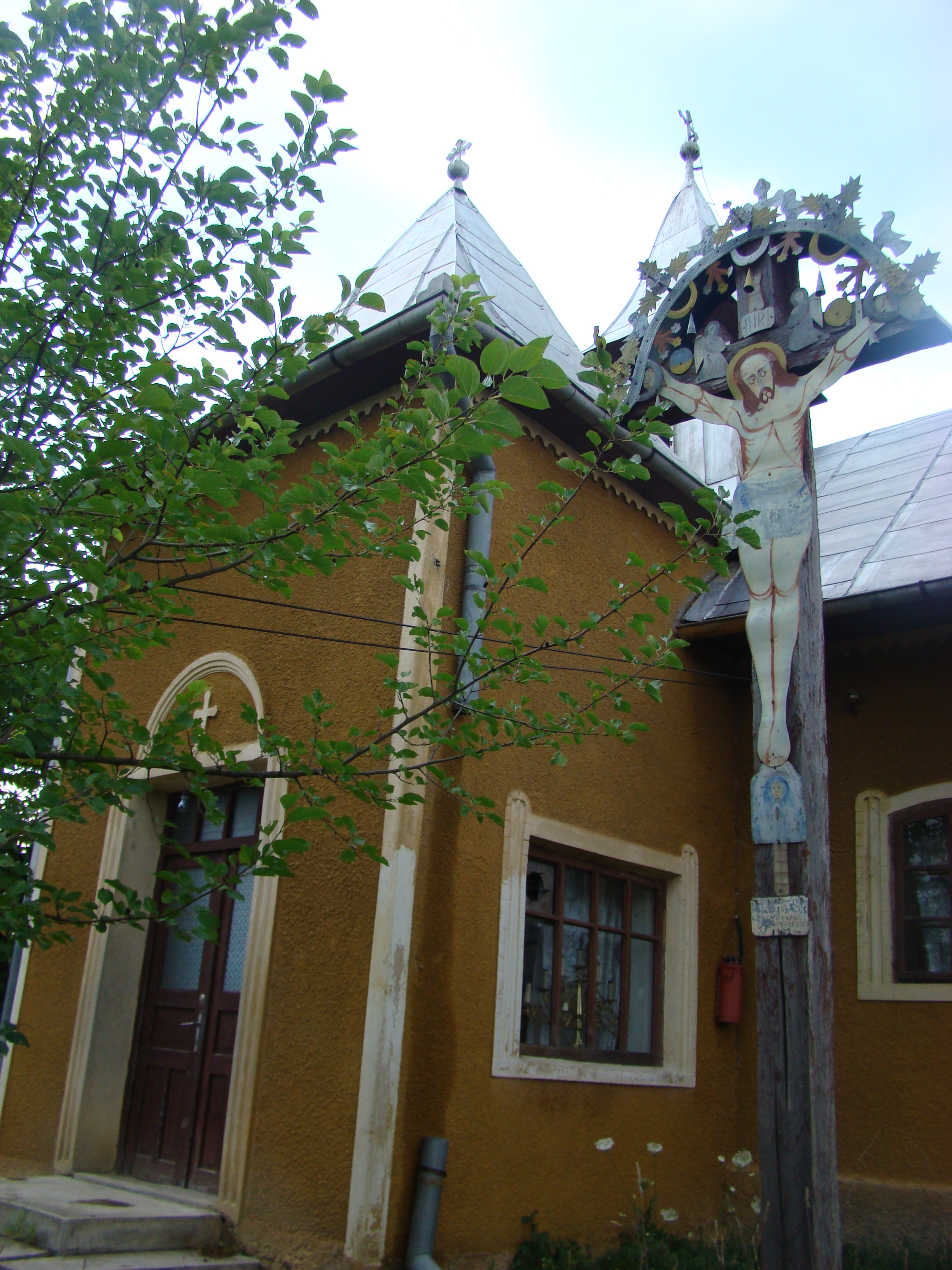
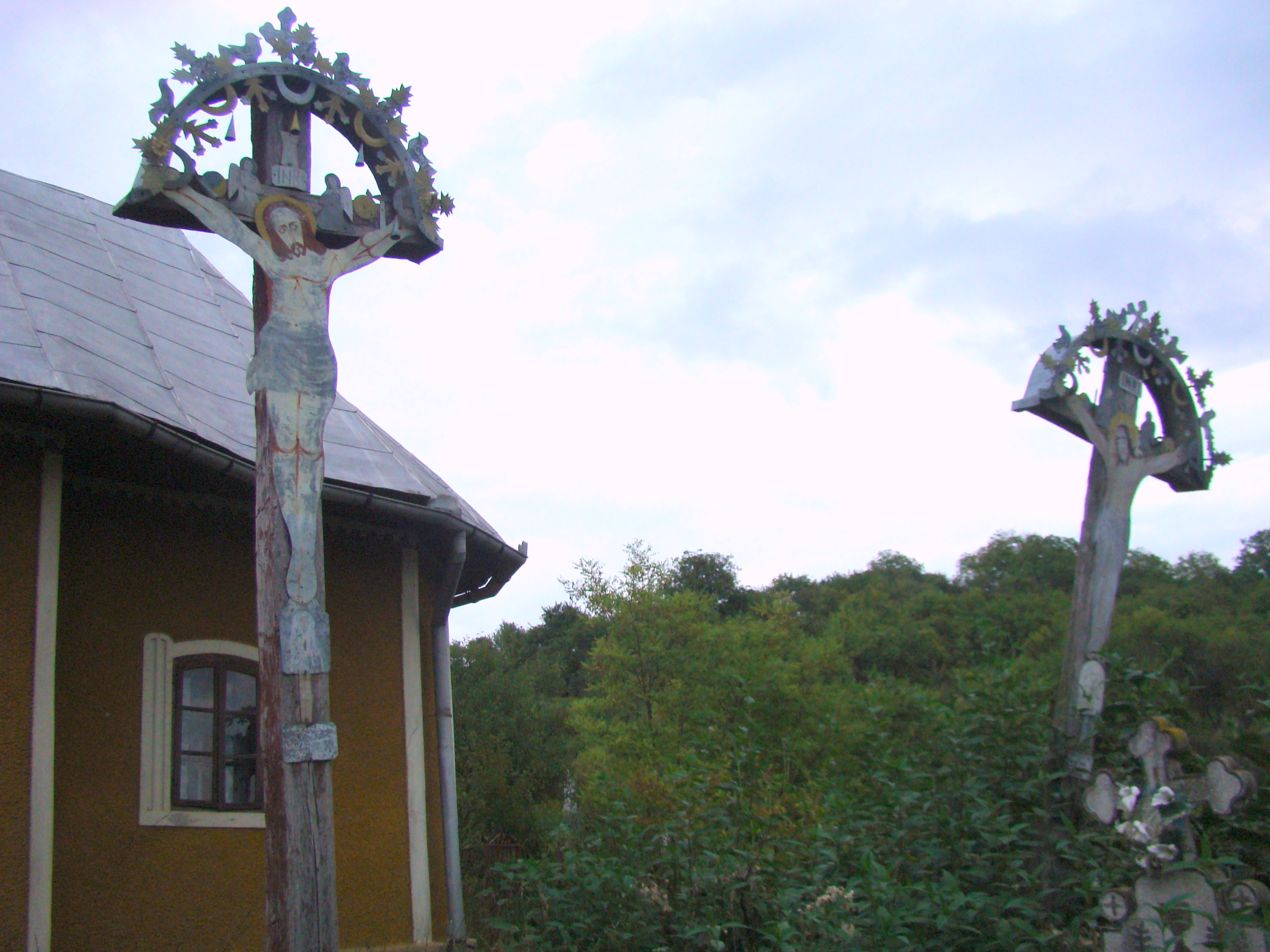
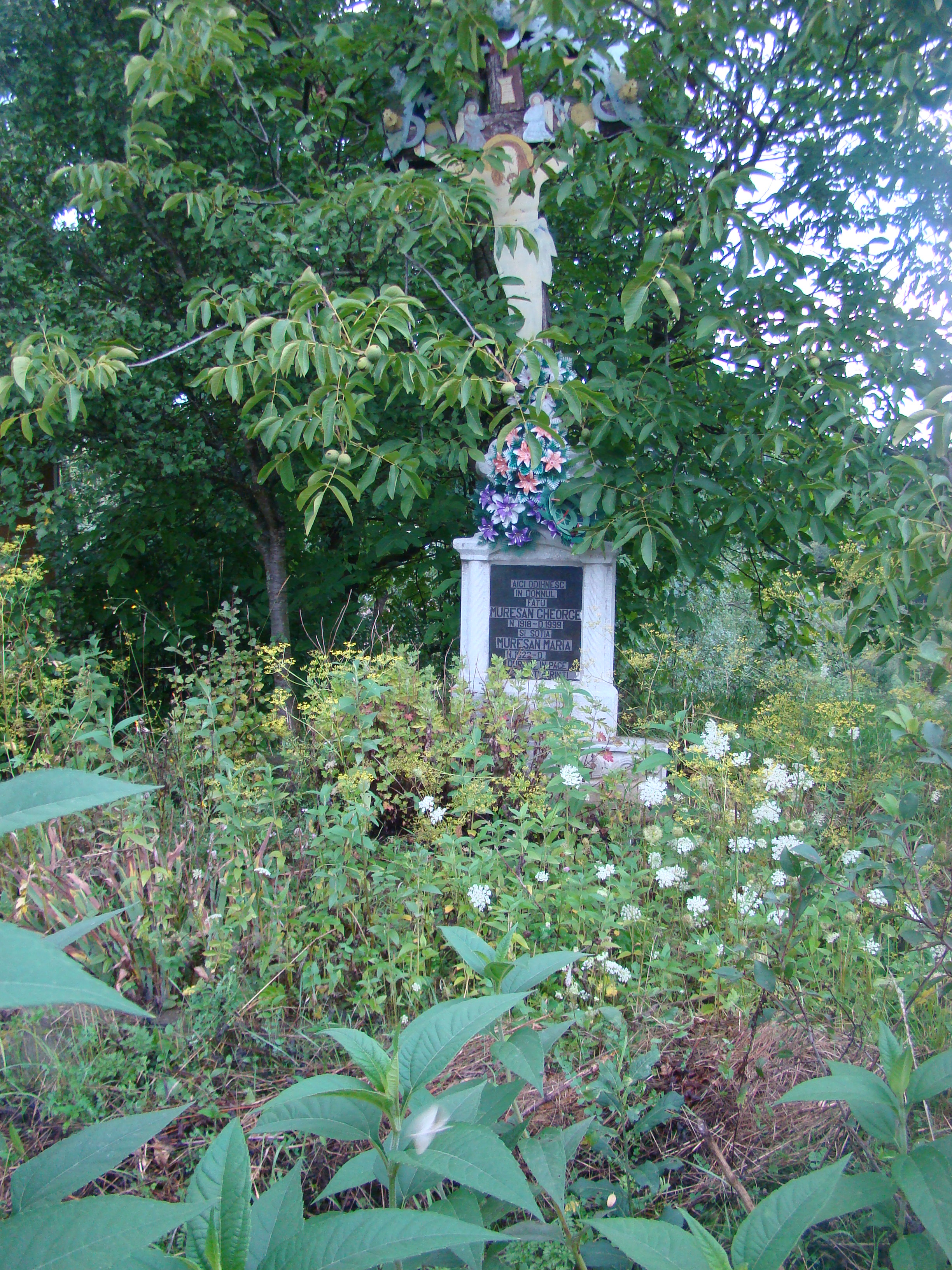
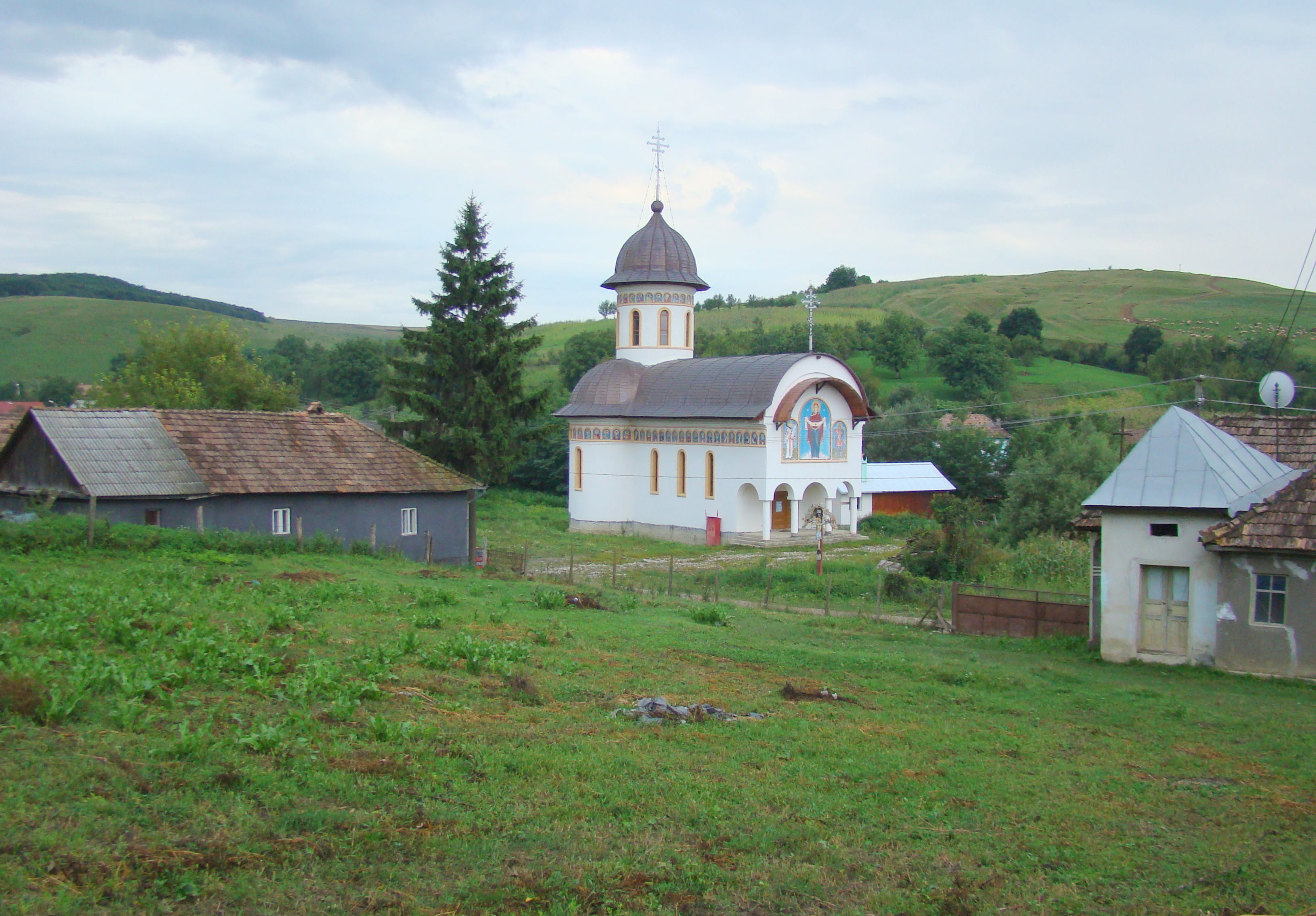
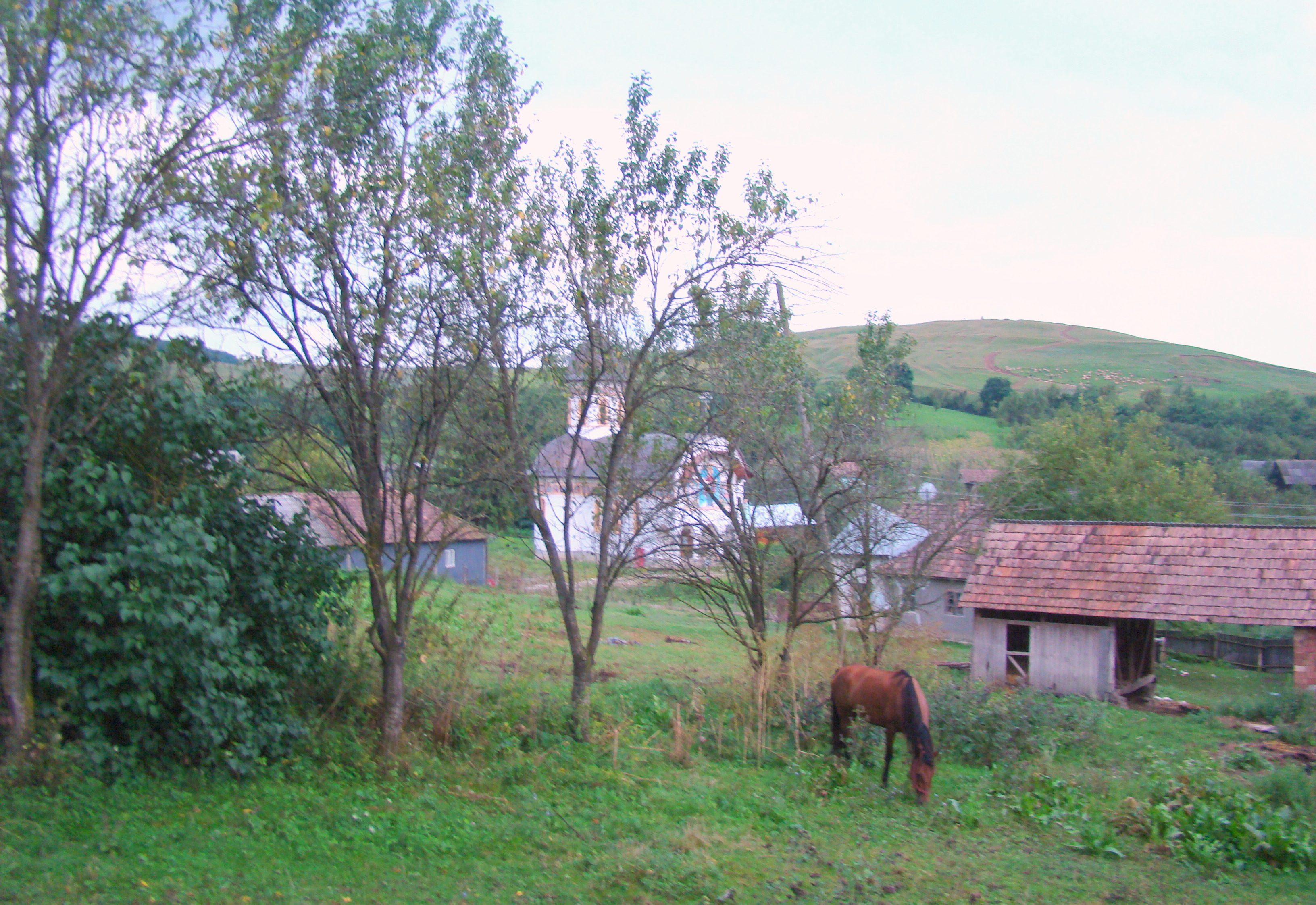

## Imagini din interior

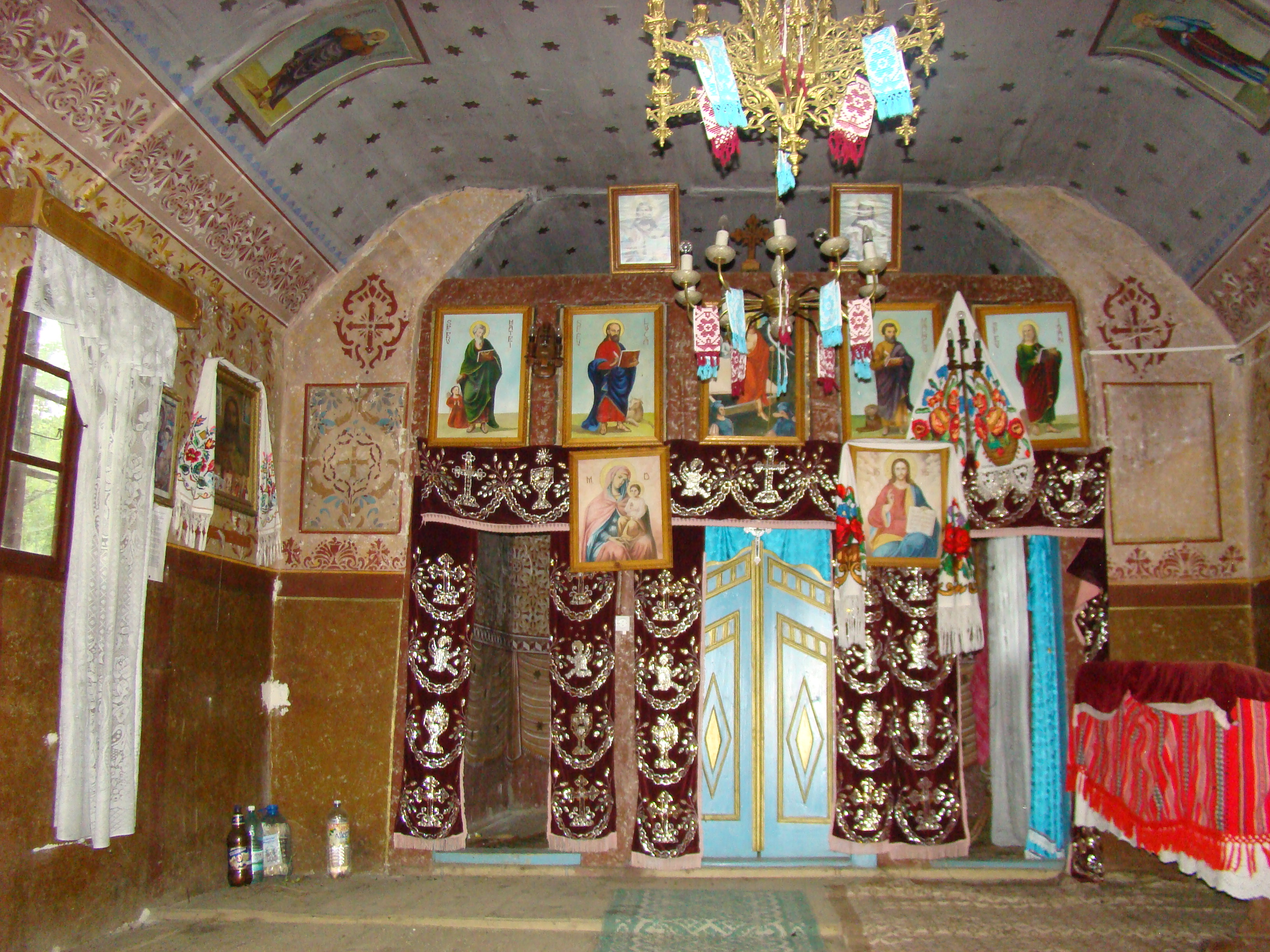
Interiorul navei
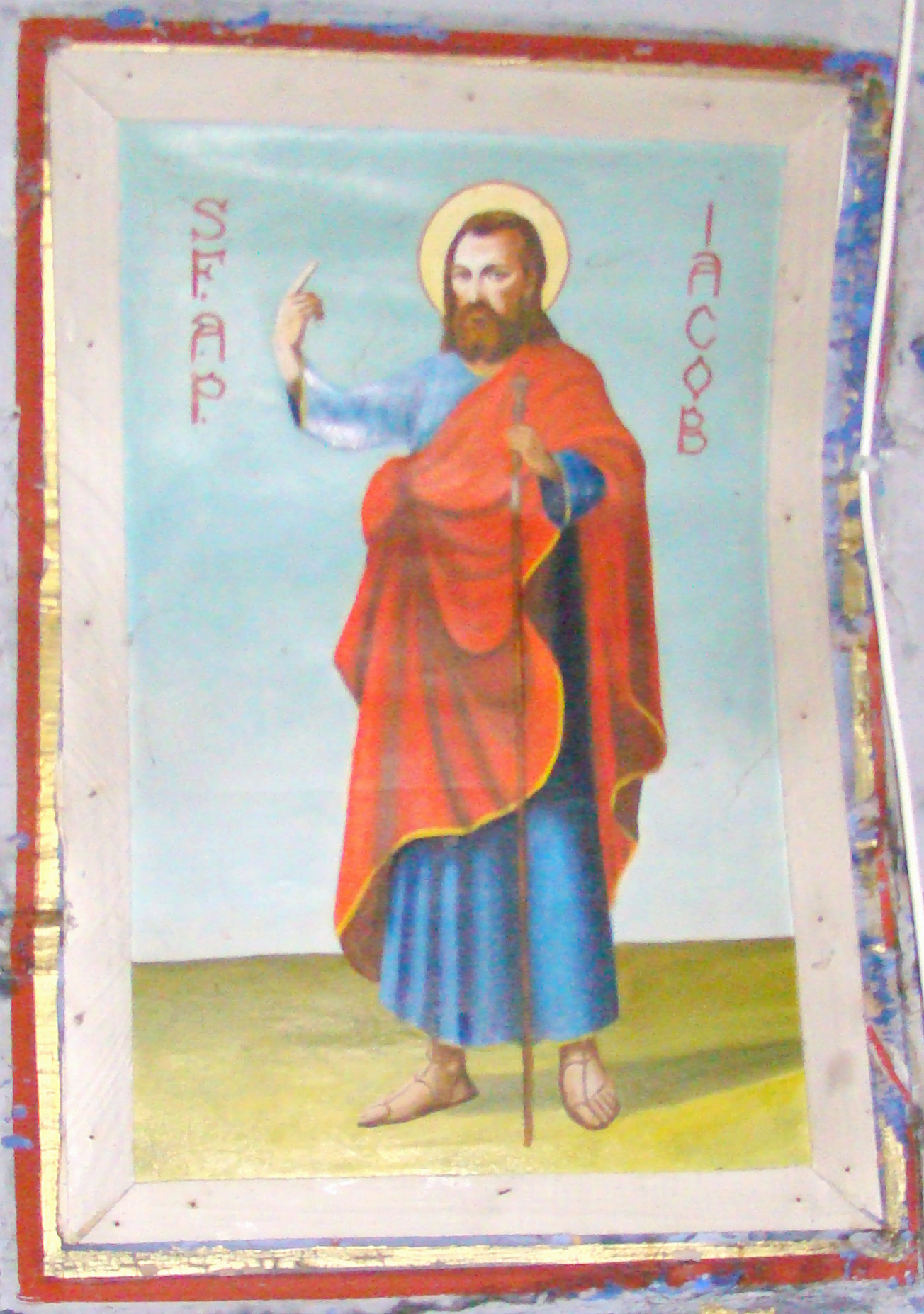
Apostolul Iacob
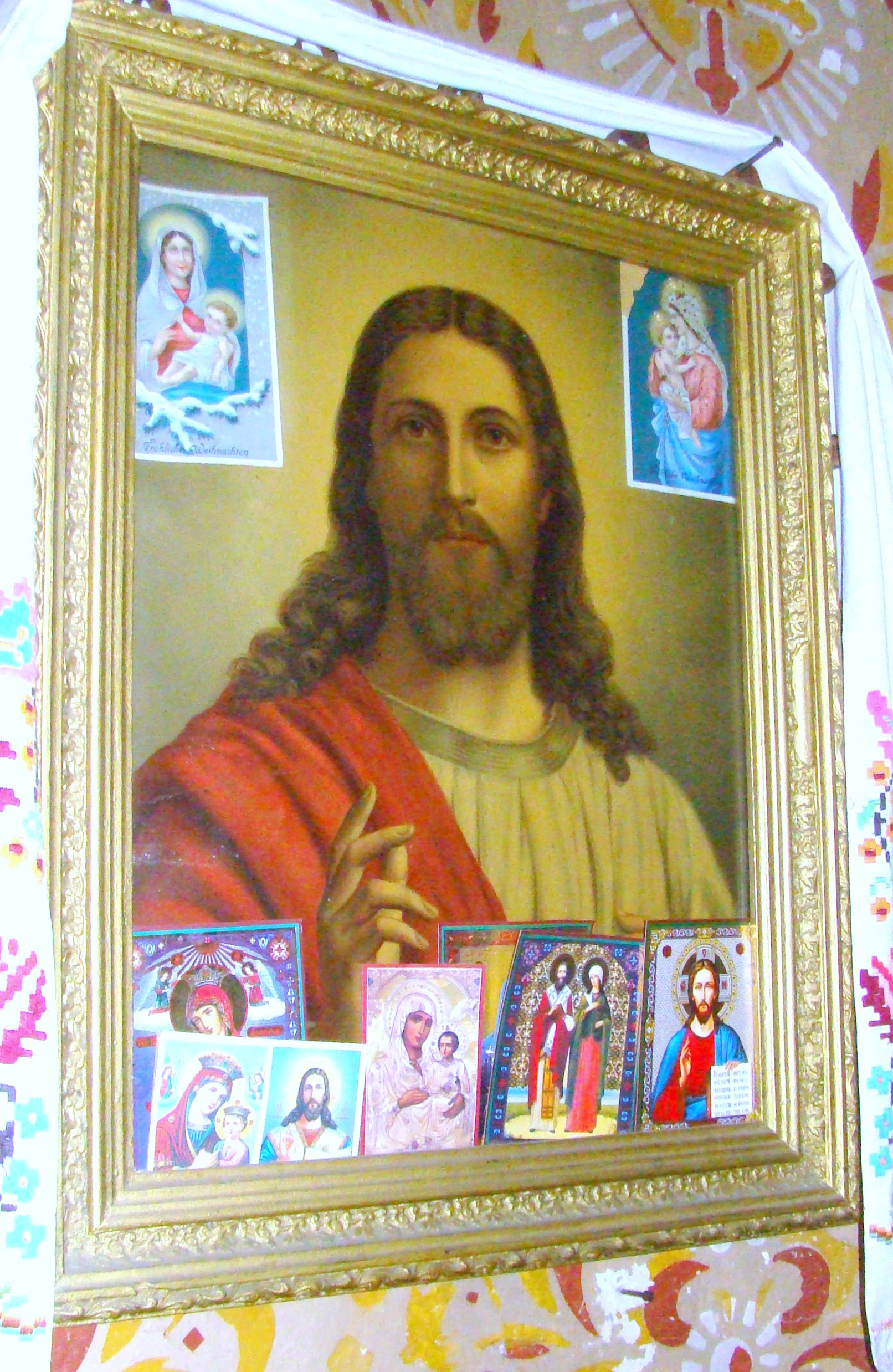
Iisus binecuvânâtnd
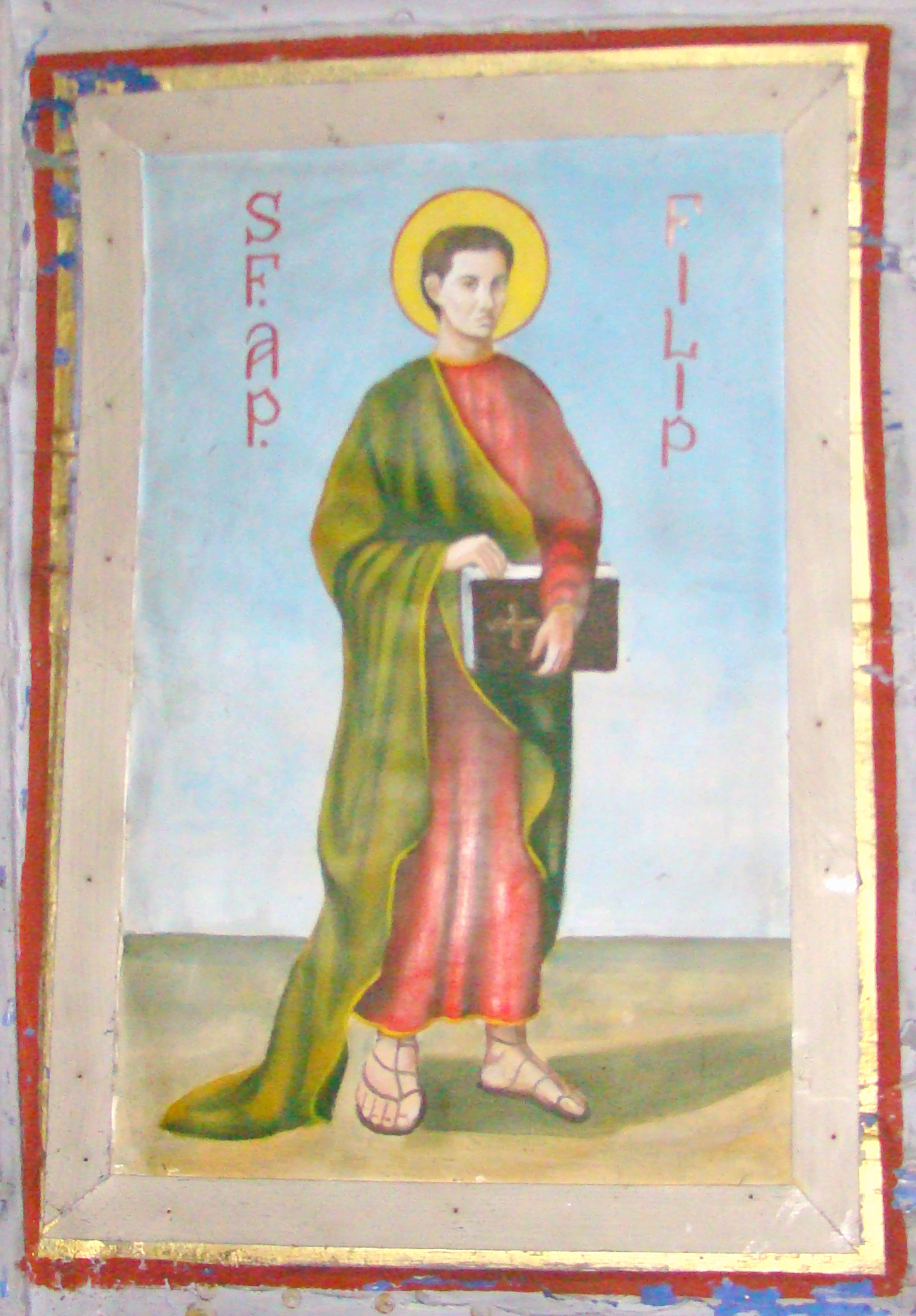
Apostolul Filip
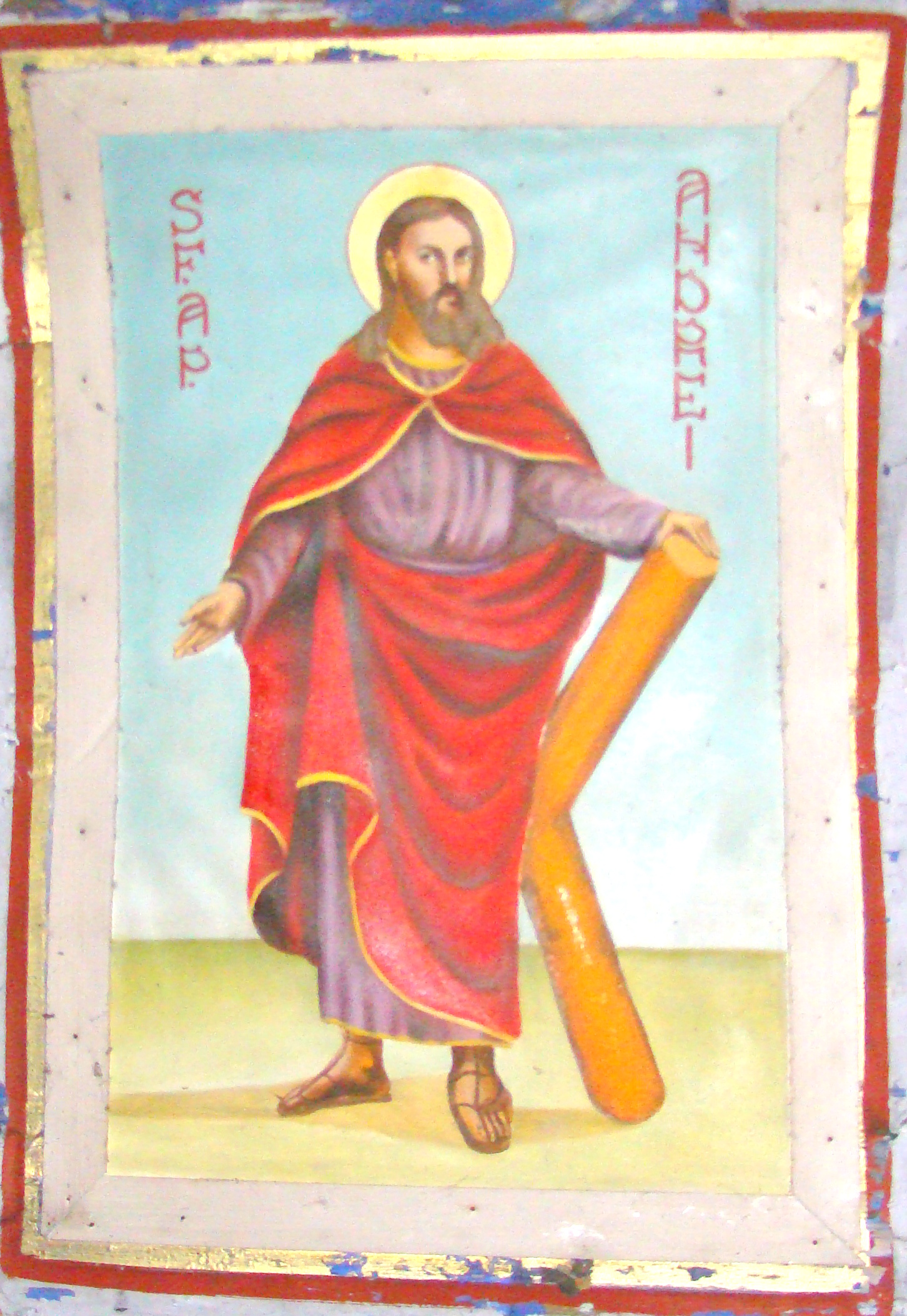
Apostolul Andrei
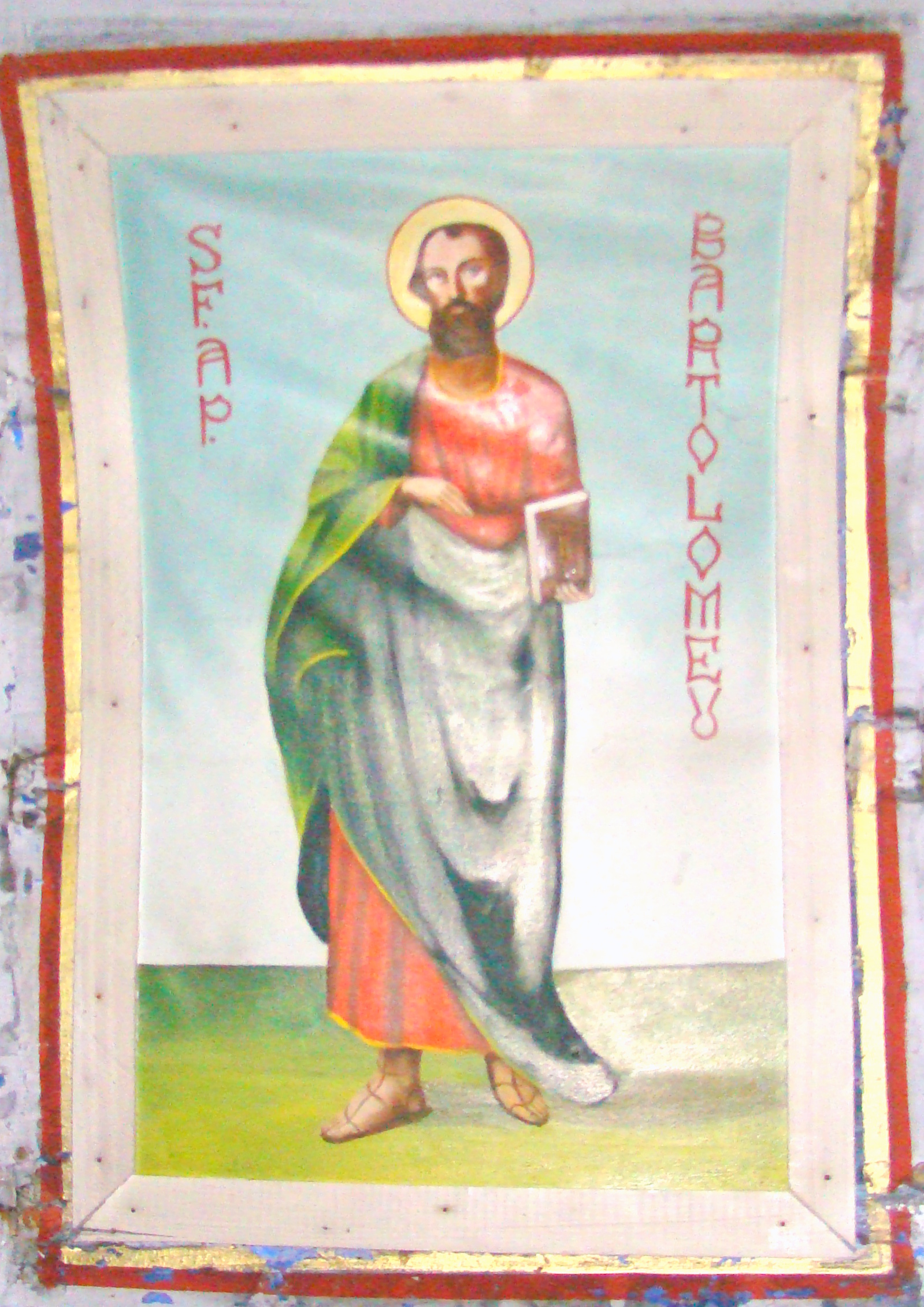
Apostolul Bartolomeu
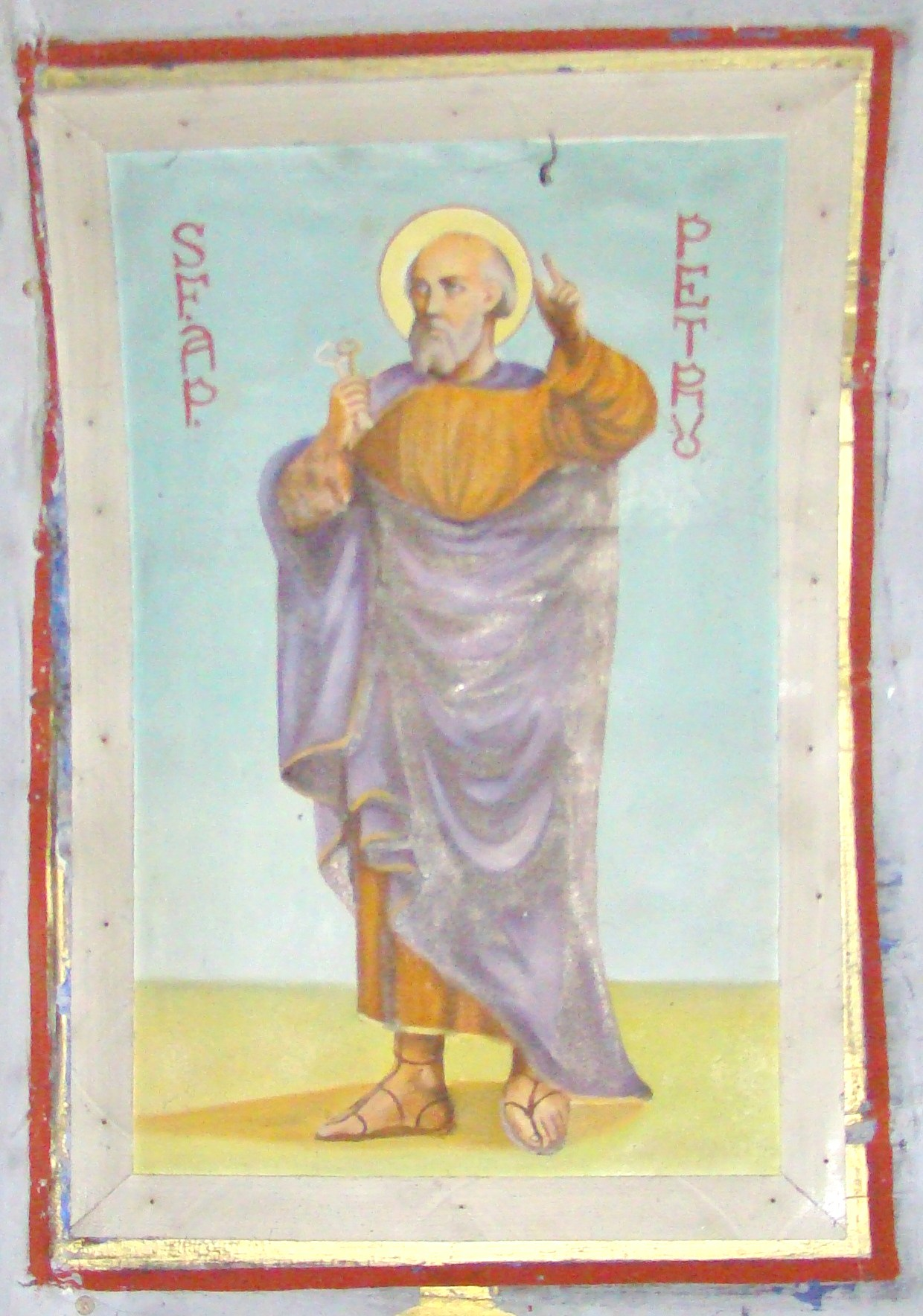
Apostolul Petru
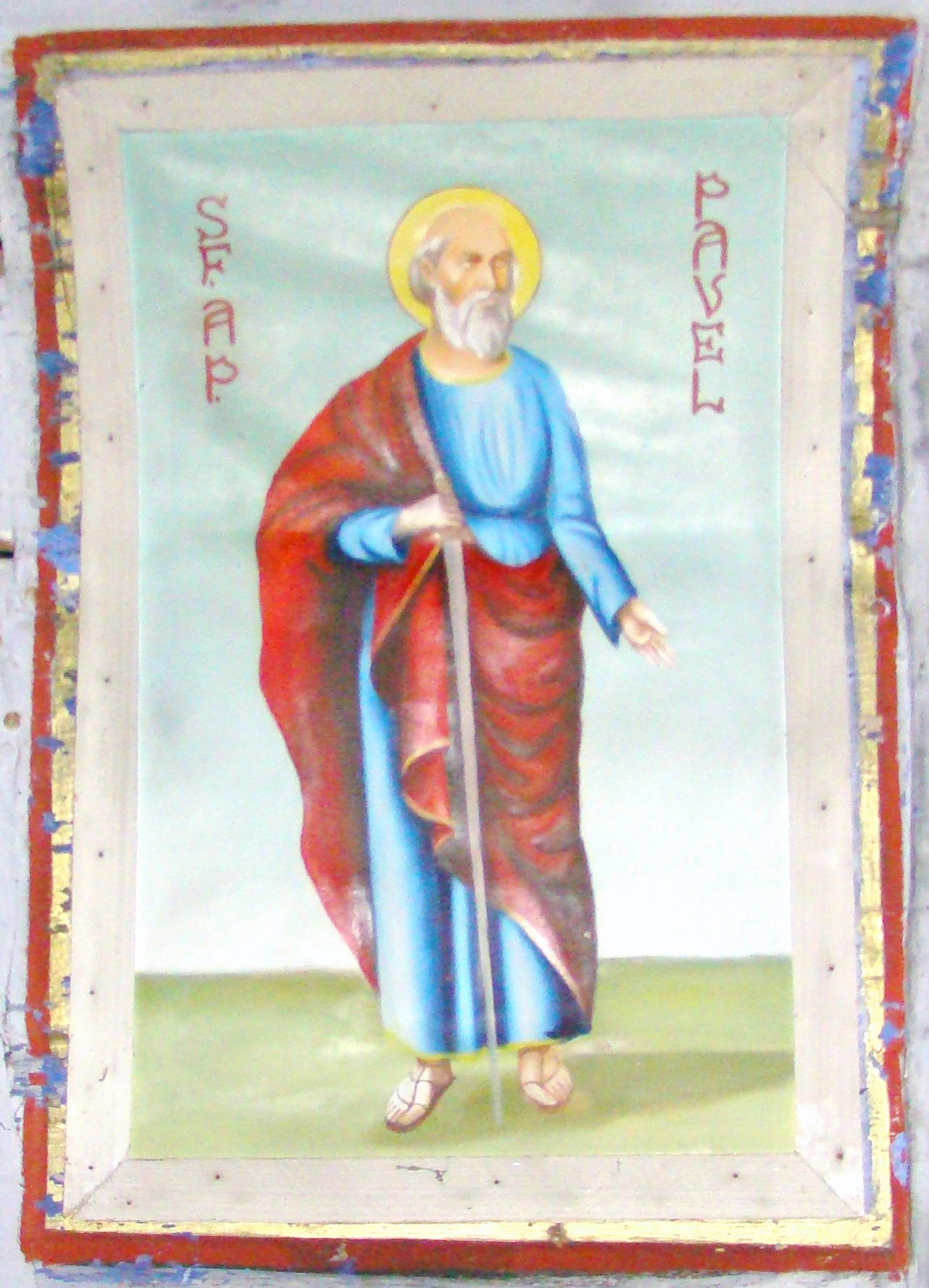
Apostolul Pavel
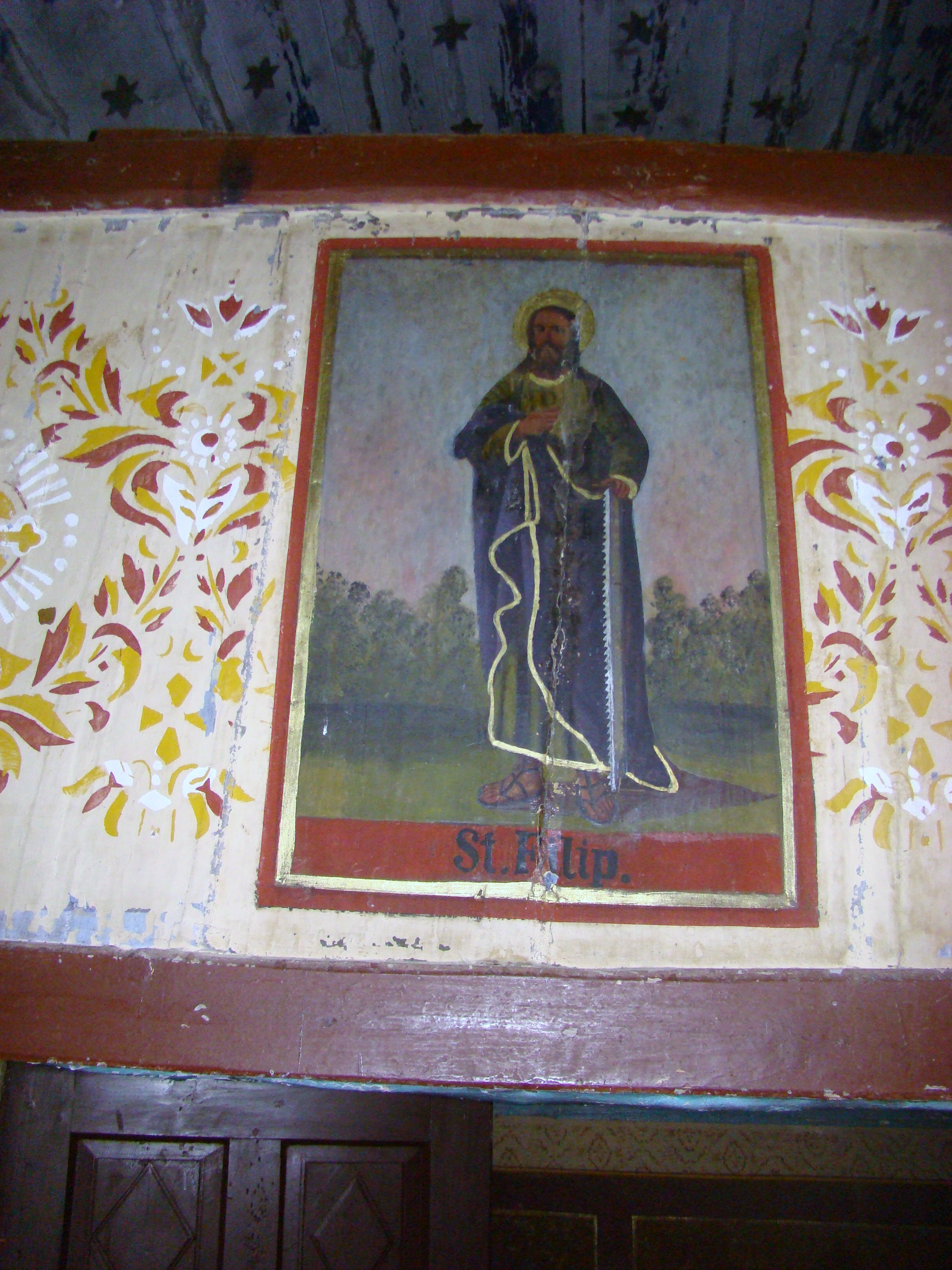
Sfântul Apostol Filip
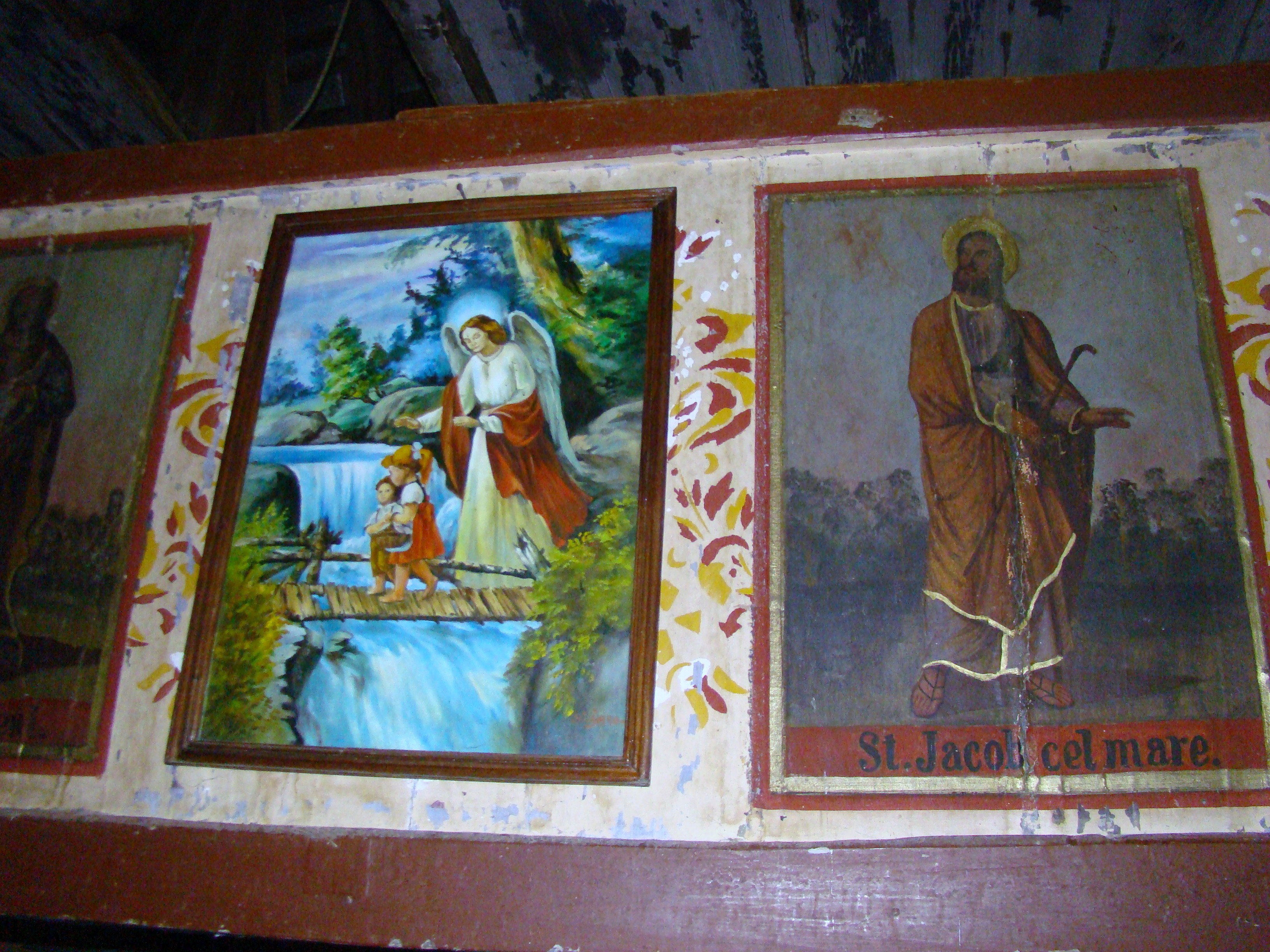
Sfântul Iacob cel Mare
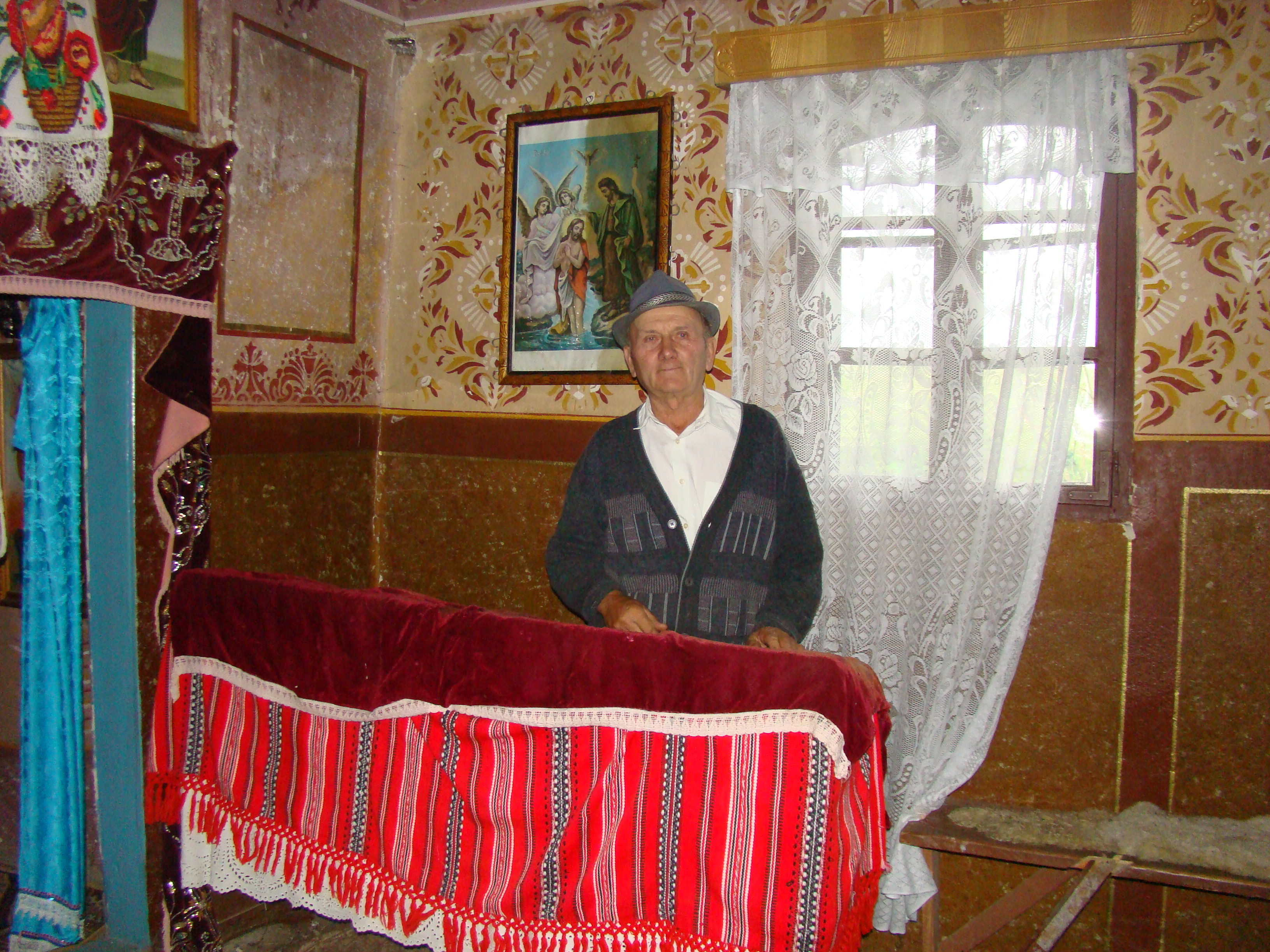
Cântărețul bisericii Chiciudean Vasile
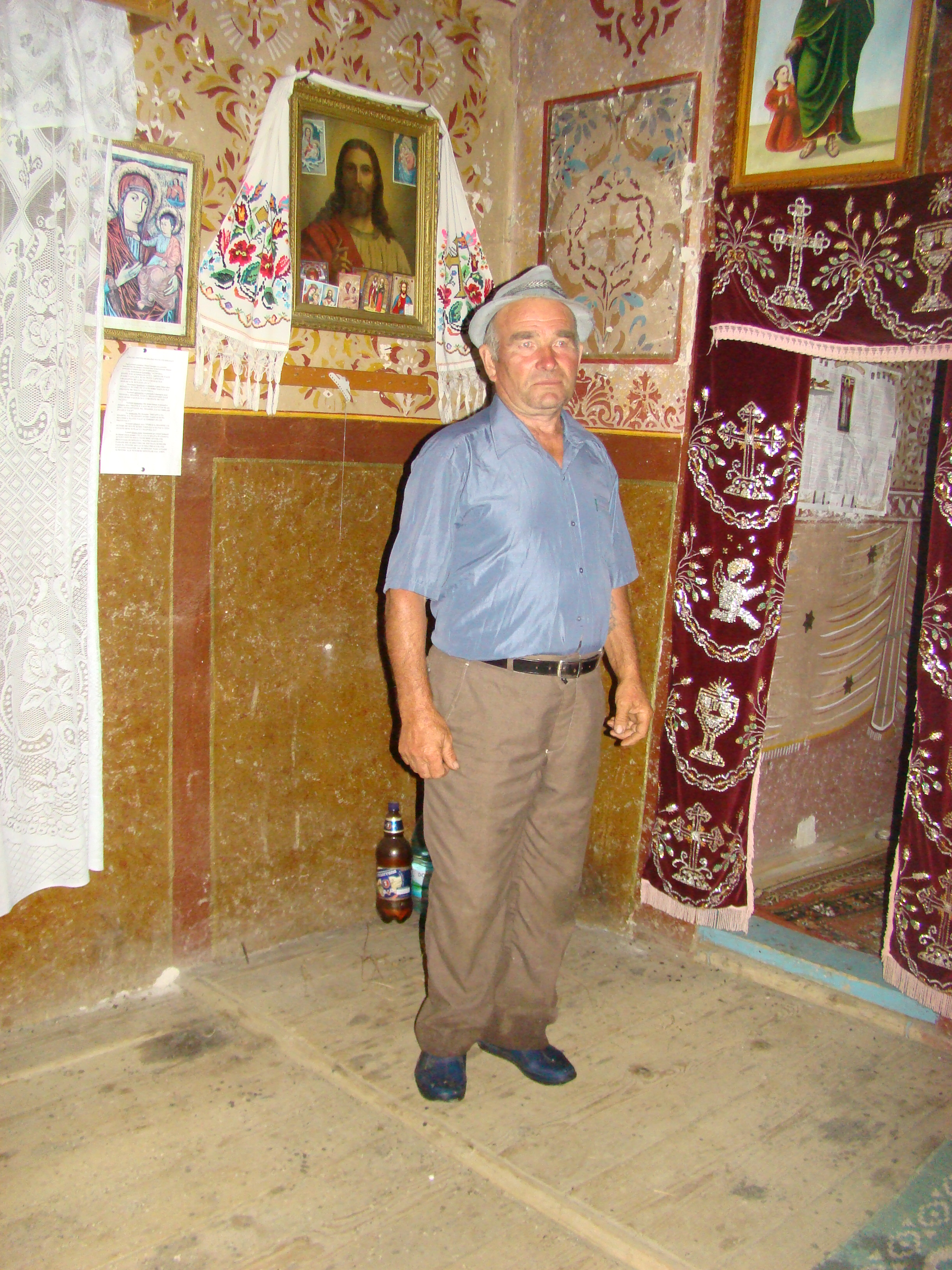
Sfătul Mureșan Petru
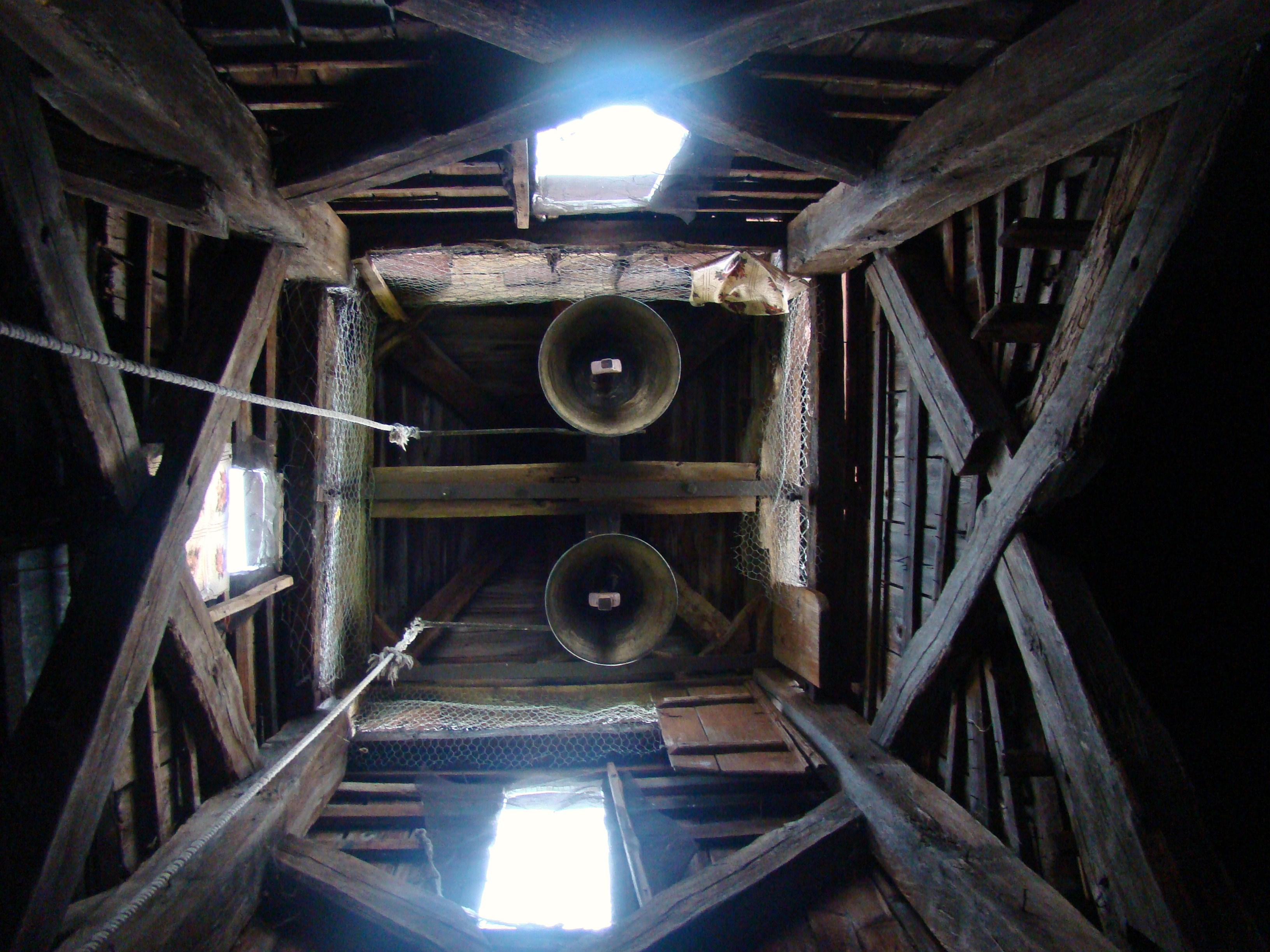
Clopotnița